# Cachoeiro de Itapemirim
Cachoeiro de Itapemirim é um município brasileiro do estado do Espírito Santo. Sua população é de 185.784 habitantes, sendo o  quinto município mais populoso do Espírito Santo, se destacando por ser o município com mais habitantes do Sul do estado, além de ser o mais populoso município capixaba fora da Região Metropolitana de Vitória. O município é composto por 11 distritos, sendo eles: Sede, Burarama, Conduru, Córrego dos Monos, Coutinho, Gironda, Gruta, Itaoca, Pacotuba, São Vicente e Vargem Grande do Soturno.
A cidade é nacionalmente conhecida por causa da música Meu Pequeno Cachoeiro composição de Raul Sampaio, cantada por Roberto Carlos, nascido na cidade.

## Etmologia
O governador Francisco Alberto Rubim, que pode ser considerado o fundador da cidade, escreveu num ofício datado de julho de 1819, ao referir-se à medição de uma estrada que ele mandou abrir: "…Principia próximo do Quartel da Barca que fiz levantar na margem sul do Rio Itapemirim defronte à primeira cachoeira seis léguas para o sertão da vila que faço menção…". O mesmo Rubim, em ofício endereçado ao Conde da Barca, em junho de 1816, grafou conforme se pode ler no original: "… O primeiro caxoeiro dista dela (Vila do Itapemirim) seis léguas…".
Um outro governador da província, Machado de Oliveira, ao transcrever esse documento, em 1856, na Revista do Instituto Histórico, modificou o texto e a grafia: "… O primeiro cachoeiro deste rio dista da vila seis léguas…".
José Fernandes da Costa Pereira Júnior, a cujo encargo também esteve confiado o governo capixaba, oficiava, em 1863, Ao Assembleia Legislativa Provincial: "Ponte sobre as Caxoeiras de Itapemirim: orçada em dois contos de réis". Num livro de notas, pertencente a um cartório campista, estava registrada, em 1736, referência a um pioneiro na fundação da Aldeia de São Fidélis, no Paraíba, lendo-se: "… chegando por bem duas vezes a acudir com quase toda a família humanas três léguas ou mais desta Aldeya para cima por Cachoeiros quase inavegáveis".
Quando na freguesia de São Pedro do Cachoeiro, se editou o seu primeiro jornal: "O Itabira", isto é, em 1866, ainda não estava firmada a grafia do nome do lugar. No corpo de redatores do jornal, destacava-se a colaboração de Basílio Daemon, autor de uma História Cronológica da Província e em cujas páginas foi grafado Cachoeiro acertadamente, com ch e no masculino.
Quatro anos antes, o padre Antunes de Sequeira, no seu poemeto descritivo da província, fazia uso da grafia antiquada, do tempo do Governador Rubim.
Em 1885, escrevia-se o nome certo e por extenso. Alfredo Mário Pinto, nos "Apontamentos para o Dicionário Geográfico do Brasil", registrou: "… Da Câmara Municipal dessa cidades recebemos, em 1884, a seguinte informação: A sede do município é a cidade do Cachoeiro de Itapemirim, que tem recente data, pois que a primeira casa construída foi no ano de 1846".

## História
"A primeira tentativa de povoamento das terras que atualmente compreendem o município de Cachoeiro de Itapemirim ter-se-ia verificação no inicio do século XVIII, quando chegaram imigrantes de Campos, Muribeca, Guarapari e Vitória, atraídos pelo ouro existente nas Minas de Castelo, então dominadas pelos índios Puris. À procura dos veios auríferos, os pioneiros subiam o rio Itabapoana e abriam picadas na floresta. Esse primeiro ciclo colonizador, entretanto, foi interrompido quando o Governo Português proibiu a exploração das minas, sendo as áreas reocupadas pelo gentio. Na segunda década do século XIX, fizeram-se concessões de sesmarias ao tenente Luís José Moreira e, posteriormente, a Francisco Gomes Coelho, José Pereira de Almeida e José da Silva Quintais, mas o povoamento não progrediu. Seguindo o curso do Itapemirim, chegaram em 1820, o capitão Manuel José Esteves de Lima e grande comitiva, tentados pelo rumor das notícias fantasiosas que circulavam a respeito de riquezas existentes na Capitania do Espírito Santo. " 
A região era dominada pelos temidos índios puris que, porém, não chegaram a ser obstáculo aos primeiros desbravadores, atraídos pelo ouro nas minas descobertas nas regiões compreendidas por Castelo. A primeira incursão exploradora organizada ocorreu entre 1820 e 1825, época em que foi concedida ao tenente Luís José Moreira meia légua de terras. Na mesma época foram constituídos postos de policiamento, denominados quartéis de pedestres, para proporcionar garantia aos habitantes que haviam se instalado no lugar, próximo do obstáculo rural do encachoeiramento do rio, ponto de parada dos raros tropeiros que desciam do sertão e iam se acomodando nessas paragens e plantando suas lavouras.
O Governador Rubim fez construir à margem sul do rio o Quartel da Barca, que foi uma homenagem a António de Araújo e Azevedo - Conde da Barca, ministro dos Negócios Estrangeiros e da Guerra de Dom João VI. Com essa iniciativa os povoadores tiveram proteção contra as incursões dos índios puris e botocudos, que hostilizavam aqueles que percorriam a região à procura do ouro que os rios prometiam, ou até mesmo os lavradores que desejavam trabalhar a terra com plantação de cana-de-açúcar.
Por determinação do governador Rubim havia um patrulhamento realizado por pedestres, que descia do Cachoeiro até a Vila de Itapemirim, prosseguindo até o Quartel de Boa Vista, situado na barreira do Siri, em frente a Ilha das Andorinhas, regressando ao ponto de partida, alternando em sentido contrário com a patrulha do Quartel de Boa Vista. A patrulha de pedestre era construída por negros livres, comandada por um alferes.
Os quartéis tiveram seus efetivos aumentados, e foi nos seus arredores que começou a formação dos primeiros núcleos populacionais com pequenas plantações de mandioca, bananeiras e cana-de-açúcar. A pesca e a caça davam condições fartas aos habitantes. Começava a lenta penetração no território dos silvícolas para o domínio dos desbravadores.
Os fazendeiros de Itapemirim começavam a estender suas propriedades pelas margens do rio, sendo que, onde hoje está plantada na cidade foram fazendas pertencentes, outrora, a alguns deles, entre os quais citamos Joaquim Marcelino da Silva Lima (Barão de Itapemirim), figura principal do sul do território naquela época, Manuel José Esteves de Lima, um português que criou cidades e povoações no sul do Estado.

### O progresso
Grandes latifundiários dominavam a região de Itapemirim. Da Vila, estendiam sua soberania até Cachoeiro.
Os Gomes Bittencourt, que eram adversários políticos de Silva Lima, subiram pela margem esquerda até o atual bairro Aquidaban, enquanto o Barão de Itapemirim dominava toda margem direita, até as terras do Bananal próximo a Duas Barras.
Durante a fase da cana-de-açúcar Cachoeiro era um povoado perdido à margem do Rio Itapemirim. O início da transformação ocorreu na década de 50 do século XIX. De um lado do rio existiam vinte fazendas de açúcar, em sua maioria desenvolvidas a vapor. Essas fazendas abasteciam de aguardente e açúcar toda a província e exportava ainda, em grande quantidade, para o Rio de Janeiro.
A arrecadação do sul da província era basicamente café e um pouco de cana, que já vivia sua fase de decadência.
A primeira casa construída em Cachoeiro de Itapemirim foi de Manuel de Jesus Lacerda no ano de 1846, logo depois foram surgindo as primeiras casas comerciais no centro da vila próxima à antiga matriz do Senhor dos Passos, sede da freguesia de São Pedro de Cachoeiro de Itapemirim. As casas se concentravam na rua Moreira, marginal ao rio, ou pelas suas transversais. Seu nome também constava na lista de Joaquim Pires de Amorim forneceu, dentre os cidadão que se estabeleceram no lugar entre os anos de 1840 a 1855.
Os outros nomes relacionados são os de Pedro Dias do Prado, Inácio de Loiola e Silva (que possuía a Fazenda da Conceição), José Pires do Amorim (Fazenda Boa Esperança), Antônio Francisco Moreira (Fazenda da Gruta), Antônio Pinto da Cunha, José Pinheiro de Sousa Werneck (Fazenda Santa Teresa do Sumidouro), Bernadino Ferreira Rios e Francisco de Sousa Monteiro (Fazenda Monte Líbano).
Curiosamente, encabeçando a lista, aparece o nome do suíço Jean Moulaz, que já se achava na região desde 1837, segundo consta em documento lavrado em 1841. Quanto a Manuel de Jesus Lacerda, consta que era proprietário da Fazenda Cobiça. Fazenda Bananal de Cima e Fruteira de Baixo (do Barão de Itapemirim), a Fazenda Valão (de Severiano Monteiro de Sousa), a fazenda Aquidaban (de Ildefonso de Silveira Viana), a Fazenda Pau Brasil (de Francisco Salles Ferreira), a Fazenda Fruteira de Cima (de Aurélia Souto Machado, casada com Manuel de Araújo Souto Machado), a fazenda Safra (da viúva Josefa Souto Belo, administrada pelo irmão, Major Urbano Rodrigues Souto).
Pelos seus empreendimentos e coragem esse primeiro núcleo de povoadores foi bastante elogiado junto à Corte pelo presidente da província, Sebastião Machado Nunes, quando de sua visita à região do Itapemirim.

### Desenvolvimento do comércio
Manuel Cipriano da Franca Horta estabeleceu a primeira casa de comércio, numa das dependências do Armazém do Barão de Itapemirim, após abrir um pequeno colégio que teve curta duração.
A partir da criação da Freguesia de São Pedro das Cachoeiras do Itapemirim, em 16 de julho de 1856, o lugarejo não parou de crescer. O povoado contava com cerca de três mil e quinhentas pessoas, das quais aproximadamente duzentas e dez pessoas eram escravas.
O comércio foi aos poucos se desenvolvendo, surgiram as casas comerciais de Loiola & Silva, Jorge & Irmão, Quintais & Viveiros, Jerônimo Francisco, Bernardino Ferreira Rios, Luís Bernardino da Costa (que tinha um serviço de pranchas para transporte de mercadorias), Marques Guardia & Cia., Pedro Teixeira Duarte, Casa Mineira, Casa Samuel (do francês Samuel Levy, que aqui chegou vendendo jóias) e Manuel José de Araújo Machado.

### A primeira ponte da cidade
Era presidente da Câmara o doutor Gil Goulart. De acordo com o presidente da província ficou resolvido que se arranjasse com os capitalistas de Cachoeiro dinheiro emprestado para construir uma ponte sobre o Rio Itapemirim.
A construção foi entregue ao tenente-coronel Ildefonso da Silveira Viana, que a apresentou concluída no dia 10 de junho de 1887. Ela foi construída pois a cidade tinha necessidade de uma ponte que permitisse a ligação entre as duas margens. Sua estrutura metálica foi importada da Inglaterra.
O local mais apropriado estava situado entre as casas de negócios dos portugueses, capitão Luís Bernardino da Costa e Manuel José de Araújo Machado, quase em frente à via de que dava acesso ao Largo de São João, do lado sul, com acesso ao lado norte à Chácara de Gil Goulart.
A ponte tinha cento e quatorze metros de comprimento, três metros e meio de largura, dezesseis de altura. Foram construídas ainda as praças Gil Goulart, na extremidade norte da ponte, e a Coronel Silveira, no lado sul.
As despesas com a construção da ponte foram amortizadas com dinheiro arrecadado de pedágio, possivelmente o primeiro do Estado. Esse sistema vigorou até 1920, quando a passagem foi liberada ao povo gratuitamente. Com a era do automóvel a ponte se tornou obsoleta, obrigando a construção da ponte Fernando Abreu, inaugurada em 3 de fevereiro de 1954, ao lado da antiga, que teve sua estrutura metálica vendida como sucata em 1965. O custo da ponte foi de Rs. 47:610$912, mas depois de concluída seu valor chegou a mais de 60:000$000 réis.

### Navegação do Rio Itapemirim
Nos primórdios de Cachoeiro, isto é, em 1868, o seu vigário Manuel Leite Sampaio Melo relatava ao presidente da província que o rio Itapemirim, nas ocasiões das secas, forçava os canoeiros a levarem pás e enxadas para irem abrindo caminho em valas, minuciando: " A razão é ser ele todo cheio de voltas e bastante entulhado de paus; tem meses que fazem as viagens em quatro dias e outros em oito e nove".
A findar a Guerra do Paraguai, o capitão Henrique Deslandes, paranaense de Paranaguá, que lutara como voluntário, foi-se estabelecer no Espírito Santo, montando atelier fotográfico em Vitória. De lá, transferiu-se para Vila de Itapemirim.
O progresso da região, aquele movimento crescente de cargas e passageiros, animou-o a pleitear, junto ao Governo, concessão a vapor do Rio Itapemirim, tendo firmado contrato com lei provincial de 1872. O Capitão Deslandes fez uma sociedade com Manuel Ferreira Braga (Braga & Deslandes), adquirido, na Barra do Itapemirim, o trapiche de Silva Lima & Braga, cujo primeiro proprietário fora o Barão de Itapemirim.
Somente a 3 de abril do ano seguinte ao compromisso firmado, era inaugurado o serviço, com quatro vapores: dois de rodas e dois de hélices. Pouco depois, foi providenciada a aquisição de mais dois vapores e uma barca de passageiros, e encomendado outro vapor na Inglaterra. Muito embora o calado das embarcações atendesse o especificado no contrato, nas grandes secas a navegação era completamente interrompida durante meses. A acomodação dos passageiros era o que deixava muito a desejar: era apertada na ré, com todo o desconforto. Tantos tropeços relegaram o vapor ao desprezo dos passageiros e do transporte de cargas, permanecendo quase que sempre só para carregar malas do correio.

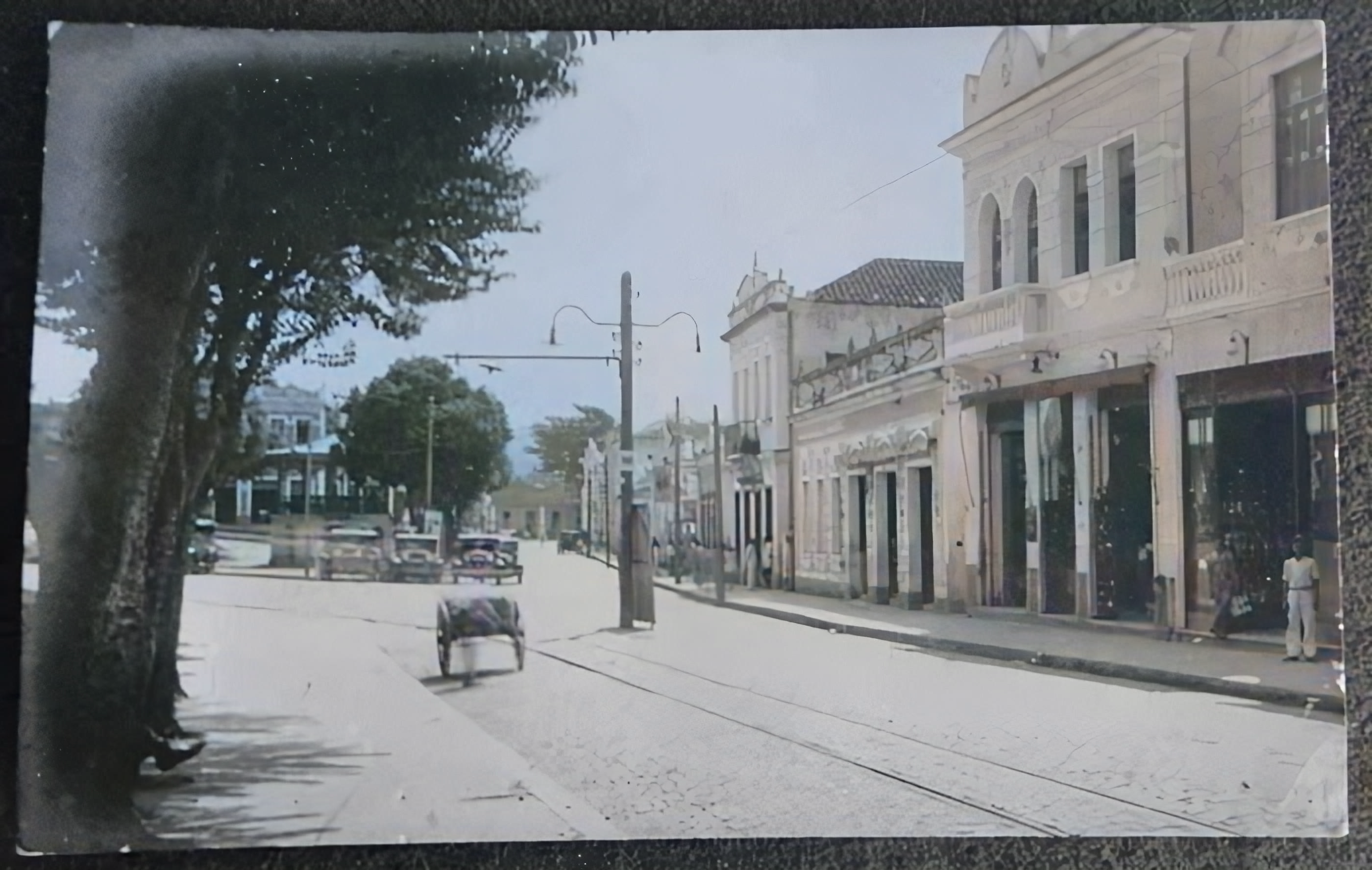
Foto antiga colorizada do centro da cidade de Cachoeiro de Itapemirim, na Rua 25 de Março.

Em 3 de abril do ano seguinte, Simão Rodrigues Soares, da Barra do Itapemirim, conseguiu dos cofres geral e provincial reinaugurar a navegação com um novo vaporzinho, o Três de Abril.

### A evolução com a ferrovia
A ideia do projeto com a ferrovia foi apresentada à Assembleia Provincial pelo historiador, jornalista e deputado estadual Basílio Carvalho Daemon em 31 de outubro de 1872. Portanto, quatorze anos antes de bater a primeira estaca.
A princípio a concessão foi dada ao capitão Henrique Deslandes e depois transferida ao Visconde de São Salvador de Matosinhos, presidente da Companhia de Navegação Espírito Santo e Caravelas. Um vapor foi fretado para transportar de Antuérpia até a Barra do Itapemirim parte do material da ferrovia.
Em 8 de dezembro de 1886, o engenheiro Pedro Scherer iniciou a montagem da locomotiva e o assentamento dos trilhos. A estrada tinha 71 km de extensão. Partia da Vila de Cachoeiro até a estação do entroncamento de Matosinhos, em Duas Barras, de onde seguia em um ramal para Castelo e em outro para Alegre.
A ferrovia tinha bitola estreita e três locomotivas Baldwin, pesando cada uma 27 toneladas. As opções eram, um carro de primeira classe; dois mistos; dois de segunda classe; dois de correio e bagagem; 18 vagões fechados; seis abertos; um para transporte de animais; um para explosivos; dois para madeiras e seis de lastros.
Anos mais tarde, a linha da Estrada de Ferro Caravelas passou a ser propriedade do Lloyd Brasileiro. Em 1907, se submeteu ao poder da Leopoldina, já que estava hipotecada a uma empresa de Londres. O traçado de Cachoeiro a Alegre passou a integrar o chamado sul da Leopoldina, ligando Cachoeiro a Carangola (no estado de Minas Gerais).
O novo ramal até Minas foi inaugurado em 24 de novembro de 1913. Já naquela época, a capital capixaba do café tinha vínculos mais estreitos com o Rio de Janeiro, a capital Federal, do que com Vitória. No final do século passado, os trilhos do Rio e de Vitória se aproximaram de Cachoeiro.
Com dificuldades, a Estrada de Ferro Sul do Espírito Santo concluiu seu primeiro trecho em 1895: o de Vitória-Viana. Em 1900, estava pronto o trecho Vitória-Domingos Martins. No ano de 1903, foi inaugurada a Estação Ferroviária de Cachoeiro de Itapemirim, de estilo inglês, e sendo uma das poucas até então a possuir dois andares em seu interior. Em 1910, a ferrovia sulista completava a tão sonhada ligação entre Vitória e Cachoeiro. Como tinha passado tanto tempo, tudo já havia mudado. Desde 1903, já tinham chegado a Cachoeiro os trens da Leopoldina, com matriz no Rio, contribuindo, assim, para fortalecer os laços econômicos entre o Rio de Janeiro e a nossa cidade.
Ao longo de muitos anos, a ferrovia acompanharia todo o desenvolvimento econômico da cidade, principalmente em seus núcleos urbanos e rurais. O município possuía um dos grandes pátios ferroviários do Brasil, sempre em constante movimentação entre as linhas da Estrada de Ferro Leopoldina e a linha da Estrada de Ferro Itapemirim, responsável pelo escoamento do abacaxi e da cana da região ao Porto da Barra do Itapemirim e pelo transporte de passageiros veranistas do município às praias de Marataízes, no litoral capixaba.

### Datas históricas importantes
- 1853 - Criação da 1ª casa comercial
- 1856 - Celebração da 1ª missa no município criada a Freguesia de São Pedro do Cachoeiro Inaugura-se a 1ª Escola Primária
- 1858 - Inaugura-se a agência de Correios
- 1864 - Cachoeiro é elevada a categoria de vila
- 1866 - Circula o 1º número do jornal "O Itabira"
- 1867 - Instalação da Câmara Municipal
- 1876 - Criação da Comarca de Cachoeiro de Itapemirim
- 1887 - Inaugura-se a iluminação pública a lampiões de querosene, pelo sistema belga
- 1889 - A Vila de Cachoeiro é elevada a categoria de cidade Instalada a 1ª agência de Telégrafos
- 1896,- A empresa Manaós Electric Lighting Company inaugurou o sistema de iluminação pública elétrico nas ruas de Cachoeiro de Itapemirim
- 1900 - Instalação da Santa Casa de Misericórdia Fundado o Caçadores Carnavalescos Clube Inauguração da Estação da Leopoldina Railway, com o nome Muniz Freire
- 1903 - Inauguração do prédio da Câmara Municipal Inauguração da Usina da Ilha da Luz Inauguração do Sistema de Iluminação Elétrica
- 1907 - Fundação do Centro Operário e de Proteção Mútua
- 1910 - Inauguração da Ponte de Ferro com a presença do Presidente Nilo Peçanha
- 1914 - Posse do 1º Prefeito de Cachoeiro., Cel. Francisco de Carvalho Braga
- 1916 - Funda-se o Estrela do Norte Futebol Clube e o Cachoeiro Futebol Clube
- 1931 - Fundação da Sociedade Musical "26 de julho."
- 1945 - Fundação da Rádio Cachoeiro
- 1947 - Fundação da Casa do Estudante
- 1948 - O Cachoeiro Futebol Clube, se torna Campeão Capixaba
- 1950 - Fundação do Centro de Saúde
- 1953 - Fundação da Viação Itapemirim
- 1959 - Instalação da Diocese de Cachoeiro de Itapemirim
- 1964 - Fundação da Faculdade de Filosofia, Ciências e Letras "Madre Gertrudes de São José."
- 1965 - Fundação da Faculdade de Direito · Década de 70 - Expansão Industrial no Município. Montagem da TV a Cor no Município
- 1979 - Fundação da Tribuna FM
- 1982 - Fundação da Rádio Cidade FM
- 1985 - Tombamentos - Igreja Nosso Senhor dos Passos Escola Bernardino Monteiro
- 1988 - Montagem da TV Cachoeiro, atual TV Gazeta Sul, afiliada da Rede Globo.
- 1989 - Fundação da Rádio Diocesana
- 1996 - Implantação do Plano Diretor Urbano (Lei 4.172//96)
  - Tombamentos da Casa da Memória, Casa dos Braga, Mercado Municipal, Matadouro Municipal, Chafariz da Pça Jerônimo Monteiro, Centro Operário e de Proteção Mútua, Sociedade Musical "Lira de Ouro" e Ponte Francisco Alves Athayde
- 1997 - Fundação da Torcida Jovem Estrela, no dia 15 de fevereiro de 1997. Desde então é a maior e mais fanática torcida organizada do Estrela do Norte Futebol Clube
- 1998 - Ocorre a privatização do SAAE, tornando Cachoeiro a única cidade do estado com o serviço de tratamento de água e esgoto sem interferência do estado.
- 2000 - Instalação do novo prédio da APAE
  - Inauguração do Teatro "Rubem Braga"
  - Implantação da Linha Vermelha e da Rodovia do Contorno
  - Instalação do Instituto do Coração
  - Inauguração do Centro de Ciências e Artes "Bernardino Monteiro"
- 2001 - Primeiro show da carreira da cantora Wanessa Camargo, no Parque de Exposições.
- 2001 - O Cachoeiro Futebol Clube joga contra o Fluminense no Estádio do Maracanã, no Rio de Janeiro, pela Copa do Brasil, perdendo por 2 x 1
- 2009 - Roberto Carlos realiza show de 50 anos de carreira no estádio do Sumaré. Evento conta com ampla cobertura da mídia nacional.
- 2012 - Chega o sinal digital para TV em Cachoeiro de Itapemirim.
- 2014 - Estrela do Norte campeão Capixaba 2014

## Geografia

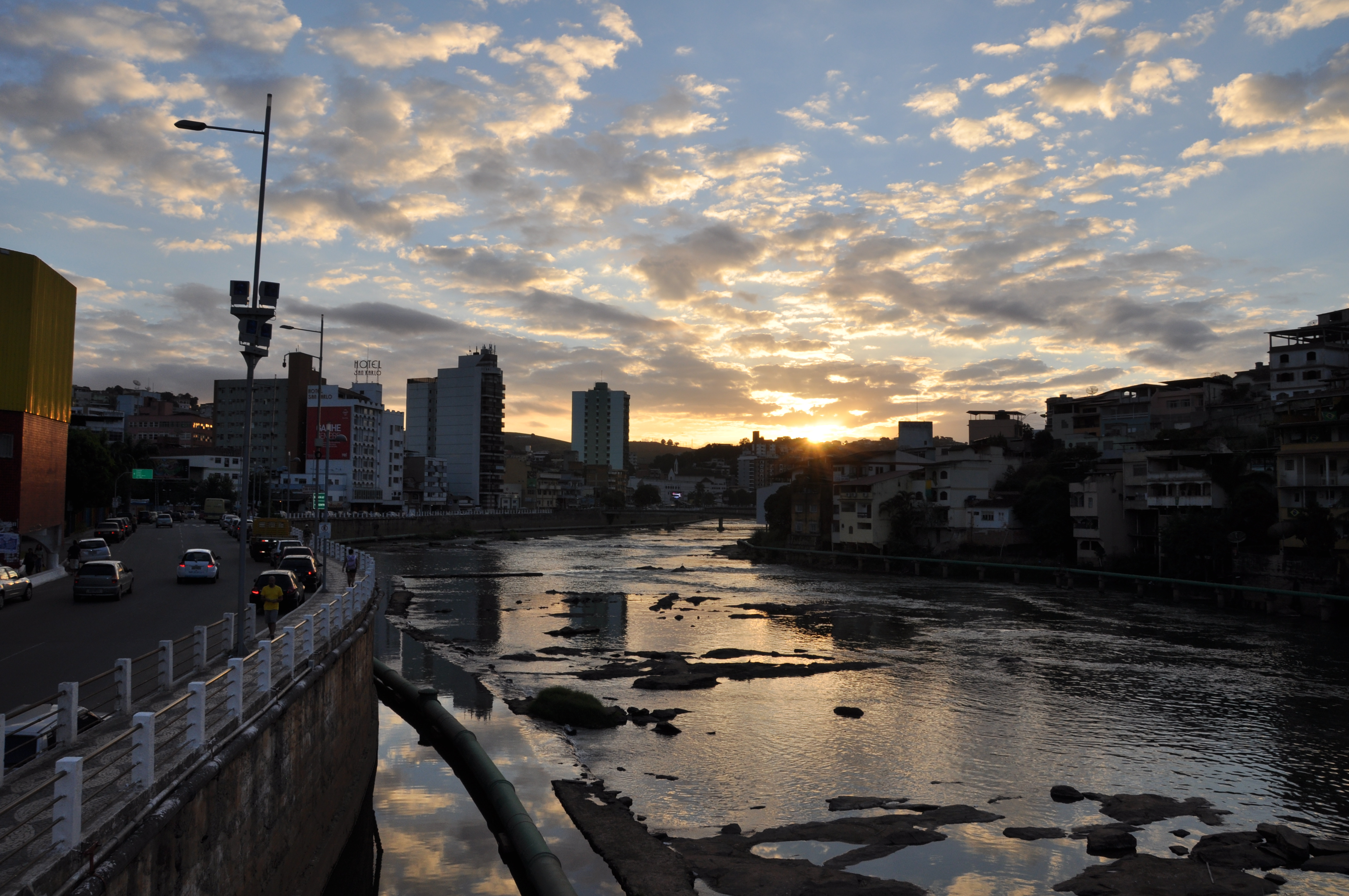
Pôr do sol no Rio Itapemirim em Cachoeiro de Itapemirim.

O município está situado no sul do estado, às margens do rio Itapemirim, ocupando uma área de 876,8 mil km². A sua sede localiza-se a 20º50'56" de latitude sul e 41º06'46" de longitude oeste, a uma altitude média de 35 metros, sendo o bairro de menor altitude Centro - 35 metros - e o de maior altitude Condomínio Residencial Montanha - 210 metros.
O cidade fica a 139 quilômetros da capital, Vitória.
A cidade de Cachoeiro de Itapemirim situa-se na zona fisiográfica Serrana do Sul, às margens do rio Itapemirim, no ponto em que este deixa o planalto cristalino - onde forma corredeiras ("cachoeiros", "cachões") - e entra na planície litorânea. Entre os vários picos das redondezas sobressaem o do Itabira (700m) e os do Frade (470m) e da Freira. Esses picos fazem parte da frente escarpada e contínua de serras, que, constituídas por uma série de cabeços e pontões, se alinham na fachada costeira do sul do estado.

### Clima
Cachoeiro de Itapemirim possui um clima tropical, com verões úmidos e quentes. É considerada uma das cidades mais quentes do Espírito Santo, juntamente com Colatina, Castelo e Alegre. Isso deve-se ao fato da cidade ser cercada por morros, que em alguns pontos ultrapassam os 500 metros, como é o caso do Morro das Andorinhas. Essas formações impedem a circulação do ar, causando o calor e a sensação de abafamento. Em determinados meses do ano como, em dezembro, janeiro e fevereiro, a temperatura fica mais elevada em Cachoeiro de Itapemirim e o calor, muitas vezes excessivo, combinado com a umidade proveniente do Rio Itapemirim, proporciona a formação de nuvens de temporais, que vêm acompanhadas de chuva, ventos fortes e ocasionalmente granizo, que em sua maioria duram entre 15 e 40 minutos. Apesar de sua curta duração, esses temporais são capazes de trazer transtornos à cidade. Nos meses de março, abril e maio, a temperatura ainda é alta, mas não costuma passar dos 35 °C. Apesar de existirem exceções, elas geralmente são ocasionais.
Já nos meses de junho, julho, agosto e setembro, a temperatura da cidade entra em declínio, com a chegada das frentes frias, que trazem chuva, alta nebulosidade e geralmente frio. Nos dias em que essas frentes frias atuam na cidade, a temperatura chega a não passar dos 20 °C. Em sua maioria os dias de inverno em Cachoeiro não são quentes, as temperaturas normalmente ficam em torno de 23 °C - 26 °C, mas com a aproximação da Primavera as mesmas podem chegar aos 30 °C. As temperaturas mínimas nas noites sem nenhuma nebulosidade, ou seja, céu limpo, podem chegar aos 15 °C e até abaixo disso com a atuação das massas de ar polares, provenientes da região da Antártida. Os mesmos mares de morros, que no Verão causam todo o calor de Cachoeiro de Itapemirim, provocam no Inverno o frio intenso. Os morros represam grande parte do ar frio, que nas noites sem nebulosidade desce para a superfície, resfriando-a rapidamente. São nesses dias que os casos de temperatura próxima aos 10 °C, são vistos, porém são exceções e só ocorrem com fortes ondas de frio.  Nesses meses a temperatura máxima média é de 28 °C e a mínima de 15 °C. Com certeza, Cachoeiro de Itapemirim tem suas particularidades, oferecendo assim, frio e calor. Nos últimos anos o frio em Cachoeiro tem aumentado significativamente, trazendo à população acostumada com o forte calor a sensação de muito frio.
Segundo dados Instituto Nacional de Meteorologia (INMET), referentes ao período de 1961 a 1980 e de 1990 a 1992, a menor temperatura registrada em Cachoeiro do Itapemirim foi de 9 °C em 1° de junho de 1979, e a maior atingiu 42,5 °C em 9 de janeiro de 1969, sendo também a maior já observada no estado do Espírito Santo e uma das quinze maiores registradas pelo INMET no país. No dia 1º de julho de 2021, a estação meteorológica do Instituto Capixaba de Pesquisa, Assistência Técnica e Extensão Rural (Incaper), no distrito de Pacotuba, registrou a temperatura mínima de 8,8 °C, sendo essa, a mais baixa já registrada oficialmente na cidade. Os maiores de acumulados de precipitação em 24 horas foi de 168 mm em 22 de abril de 1973 e 101 mm em 11 de dezembro de 1978.
| Dados climatológicos para Cachoeiro do Itapemirim | Dados climatológicos para Cachoeiro do Itapemirim | Dados climatológicos para Cachoeiro do Itapemirim | Dados climatológicos para Cachoeiro do Itapemirim | Dados climatológicos para Cachoeiro do Itapemirim | Dados climatológicos para Cachoeiro do Itapemirim | Dados climatológicos para Cachoeiro do Itapemirim | Dados climatológicos para Cachoeiro do Itapemirim | Dados climatológicos para Cachoeiro do Itapemirim | Dados climatológicos para Cachoeiro do Itapemirim | Dados climatológicos para Cachoeiro do Itapemirim | Dados climatológicos para Cachoeiro do Itapemirim | Dados climatológicos para Cachoeiro do Itapemirim | Dados climatológicos para Cachoeiro do Itapemirim |
| Mês | Jan                                               | Fev                                               | Mar                                               | Abr                                               | Mai                                               | Jun                                               | Jul                                               | Ago                                               | Set                                               | Out                                               | Nov                                               | Dez                                               | Ano                                               |
| --- | ------------------------------------------------- | ------------------------------------------------- | ------------------------------------------------- | ------------------------------------------------- | ------------------------------------------------- | ------------------------------------------------- | ------------------------------------------------- | ------------------------------------------------- | ------------------------------------------------- | ------------------------------------------------- | ------------------------------------------------- | ------------------------------------------------- | ------------------------------------------------- |
| Temperatura máxima recorde (°C) | 42,5                                              | 42                                                | 41,3                                              | 38,9                                              | 37                                                | 36,6                                              | 36,7                                              | 36,7                                              | 39,6                                              | 42,3                                              | 39,3                                              | 40,5                                              | 42,5                                              |
| Temperatura máxima média (°C) | 32,7                                              | 33,4                                              | 33,1                                              | 30,7                                              | 28,7                                              | 27,8                                              | 27,1                                              | 28,2                                              | 28,4                                              | 29                                                | 30,2                                              | 31,3                                              | 30,1                                              |
| Temperatura média compensada (°C) | 26,4                                              | 26,6                                              | 26,2                                              | 24,3                                              | 22,2                                              | 21                                                | 20,4                                              | 21,3                                              | 22,3                                              | 23,4                                              | 24,4                                              | 25,1                                              | 23,6                                              |
| Temperatura mínima média (°C) | 22,2                                              | 22,1                                              | 21,8                                              | 20,5                                              | 18,3                                              | 16,8                                              | 16,3                                              | 16,8                                              | 18                                                | 19,7                                              | 20,6                                              | 21,4                                              | 19,5                                              |
| Temperatura mínima recorde (°C) | 13,3                                              | 10,8                                              | 12,3                                              | 11,2                                              | 11,6                                              | 9                                                 | 8,8                                               | 11,2                                              | 11,7                                              | 13,7                                              | 14,2                                              | 16,3                                              | 8,8                                               |
| Precipitação (mm) | 117,7                                             | 86                                                | 94,2                                              | 99,3                                              | 61,2                                              | 25,1                                              | 43,9                                              | 38,7                                              | 57,1                                              | 120,4                                             | 171,3                                             | 171,5                                             | 1 086,3                                           |
| Dias com precipitação (≥ 1 mm) | 9                                                 | 7                                                 | 7                                                 | 8                                                 | 7                                                 | 4                                                 | 6                                                 | 4                                                 | 6                                                 | 11                                                | 12                                                | 12                                                | 93                                                |
| Umidade relativa compensada (%) | 77                                                | 76                                                | 77                                                | 80                                                | 81                                                | 80                                                | 80                                                | 77                                                | 77                                                | 79                                                | 79                                                | 80                                                | 78,6                                              |
| Insolação (h) | 249,2                                             | 209                                               | 236,8                                             | 190,9                                             | 202,3                                             | 196,5                                             | 204,5                                             | 202,5                                             | 159,6                                             | 151,9                                             | 152,6                                             | 188                                               | 2 343,8                                           |
| Fonte: Instituto Nacional de Meteorologia (normal climatológica de 1961-1990; recordes de temperatura de 1961 a 1982 e de 1990 a 1992). e Instituto Capixaba de Pesquisa, Assistência Técnica e Extensão Rural (Incaper). |                                                   |                                                   |                                                   |                                                   |                                                   |                                                   |                                                   |                                                   |                                                   |                                                   |                                                   |                                                   |                                                   |

### Hidrografia
• Rio Itapemirim
• Rio Castelo
• Rio Fruteiras
• Ribeirão Estrela do Norte
• Ribeirão Floresta

## Distritos

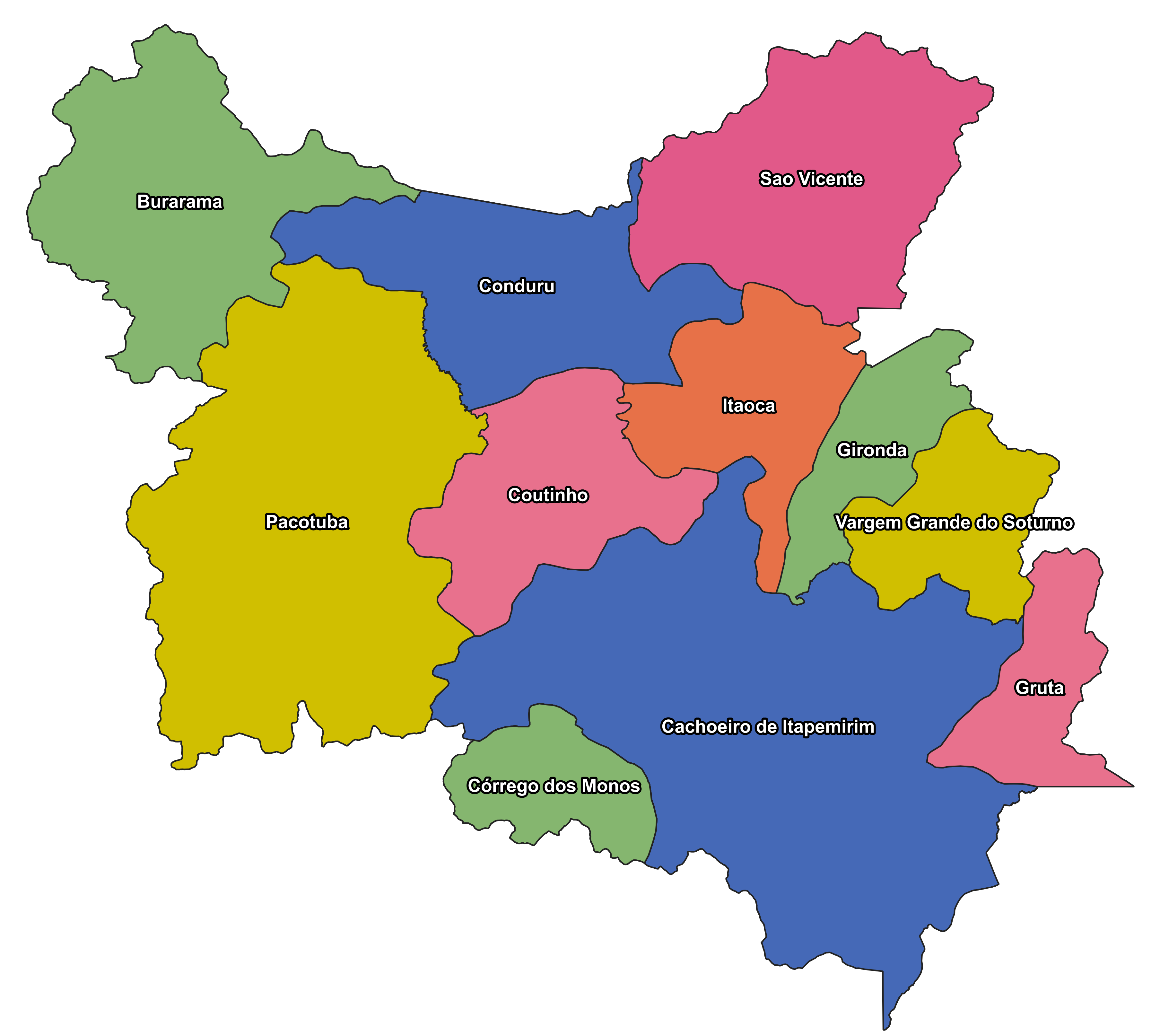
Mapa do município de Cachoeiro de Itapemirim em sua divisão distrital

O município Cachoeiro de Itapemirim é subdividido em 10 distritos e a sede, sendo eles:
- Cachoeiro de Itapemirim (Sede)
- Pacotuba (criado pela Lei Estadual n.º de 1.313, de 30-12-1921)
- Conduru (criado pela Lei Estadual n.º 1657, de 08-10-1927)
- Burarama (criado pela pela Lei Estadual n.º 2.665, de 08-07-1932, como "Floresta")
- Itaoca (criado pela pela Lei Estadual n.º 779, de 29-12-1953)
- Vargem Grande de Soturno (criado pela pela Lei Estadual n.º 779, de 29-12-1953)[21]
- Córrego dos Monos (criado pela Lei Municipal nº 6048 de 17-12-2007)
- Coutinho (criado pela Lei Municipal nº 6048 de 17-12-2007)
- Gironda (criado pela Lei Municipal nº 6048 de 17-12-2007)
- Gruta (criado pela Lei Municipal nº 6048 de 17-12-2007)
- São Vicente (criado pela Lei Municipal nº 6048 de 17-12-2007)

### População por distrito
| DISTRITOS                | POPULAÇÃO (2010)   | POPULAÇÃO (2022) |
| ------------------------ | ------------------ | ---------------- |
| Gruta                    | 1.053              | 698              |
| Coutinho                 | 1.271              | 1.146            |
| Burarama                 | 1.396              | 1.710            |
| São Vicente              | 1.501              | 1.583            |
| Corrego dos Monos        | 2.264              | 2.315            |
| Gironda                  | 2.610              | 2.923            |
| Pacotuba                 | 2.663              | 2.311            |
| Conduru                  | 2.737              | 2.766            |
| Vargem Grande do Soturno | 4.394              | 4.596            |
| Itaoca                   | 5.441              | 5.180            |
| Sede                     | 164.569            | 160.558          |
| TOTAL                    | 189.889 habitantes | 185.784          |

## Bairros e Comunidades

### Bairros da cidade de Cachoeiro de Itapemirim[24]
1. Abelardo Ferreira Machado
2. Agostinho Simonato
3. Alto Amarelo
4. Alto Monte Cristo
5. Alto Novo Parque
6. Alto União
7. Alvaro Tavares
8. Amaral
9. Amarelo
10. Aquidaban
11. Arariguaba
12. Baiminas
13. Basiléia
14. Bela Vista
15. BNH - Luís Tinoco da Fonseca
16. BNH - Waldir Furtado Amorim
17. Boa Esperança
18. Boa Vista
19. Bom Pastor
20. Caiçara
21. Campo da Leopoldina
22. Central Parque
23. Centro
24. Coramara
25. Coronel Borges
26. Costa e Silva
27. Elpídio Volpini
28. Estelita C. Marins
29. Ferroviários
30. Gilberto Machado
31. Gilson Carone
32. Guandu
33. IBC
34. Ibitiquara
35. Ilha da Luz
36. Independência
37. Jardim América
38. Jardim Itapemirim
39. Laranjeiras
40. Marbrasa
41. Maria Ortiz
42. Monte Belo
43. Monte Cristo
44. Nossa Senhora Aparecida
45. Nossa Senhora da Glória
46. Nossa Senhora da Penha
47. Nossa Senhora de Fátima
48. Nova Brasília
49. Novo Parque
50. Otton Marins
51. Paraíso
52. Recanto
53. Rui Pinto Bandeira
54. Sambra
55. Santa Cecília
56. Santa Helena
57. Santo Antônio
58. São Francisco de Assis
59. São Geraldo
60. São Lucas
61. São Luís Gonzaga
62. Sumaré
63. Teixeira Leite
64. União
65. Valão
66. Vila Rica
67. Village da Luz
68. Zumbi

### Comunidades do município de Cachoeiro de Itapemirim
Distrito-Sede
1. Campo São Felipe
2. Córrego do Cedro
3. Itabira
4. Lambari
5. Lameirão
6. Morro Grande
7. Safra
8. Santa Fé de Baixo
9. Santa Fé de Cima
10. Santa Teresa
11. São Bento
12. São João da Lancha
13. Cachoeiro de Itapemirim – Sede
14. Serra da Andorinha
15. Tijuca
16. Timbó

Burarama
1. Barra Alegre
2. Boa Conserva
3. Burarama – sede
4. Campos Elísios
5. Floresta
6. Jacu

Corrégo dos Monos
1. Bebedouro
2. Córrego do Brás
3. Córrego dos Monos – sede
4. Moitãozinho

Conduru
1. Alegria São José
2. Araponga
3. Conduru – sede
4. Jabuticabeira
5. Quilômetro Nove
6. São Miguel

Coutinho
1. Capoeirinha
2. Coutinho – sede
3. Duas Barras

Gironda
1. Jacaré
2. Gironda – sede
3. Monte Líbano

Gruta
1. Alto Gruta
2. Gruta-sede
3. Poço D’antas
4. Urtiga

Itaoca
1. Barra de Itaoca
2. Itaoca – sede
3. Moledo
4. Valão de Areia

Pacotuba
1. Andorinha
2. Bananal do Norte
3. Bananal do Sul
4. Banca de Areia
5. Bom Destino
6. Cafundó
7. Capoeirão
8. Morro Seco
9. Mangueira
10. Monte Alegre
11. Pacotuba – sede
12. Pedra Lisa
13. Retiro
14. São João da Mata

São Vicente
1. Boa Vista;
2. Bom Jardim
3. Cachoeira Alta
4. Cantagalo
5. Independência
6. Fruteiras
7. Monte Verde
8. São José de Cantagalo
9. São Vicente – sede

Vargem Grande de Soturno
1. Sambra
2. Santa Rosa
3. Vargem Grande de Soturno – sede

## Política
Embora a emancipação política tenha ocorrido em 1867, somente a partir de 1914 Cachoeiro de Itapemirim passou a ser governado por prefeitos. Antes, denominava-se intendente a principal autoridade do executivo, cargo que era por vezes acumulado com o de presidente da Câmara.

### Hino
O hino da cidade de Cachoeiro de Itapemirim é de autoria do cantor e compositor cachoeirense Raul Sampaio, chamado de Meu Pequeno Cachoeiro, e decretado oficialmente como hino da cidade pela lei municipal n° 1072/66, em 28 de julho de 1966.

## Economia
Principal centro econômico do sul do Espírito Santo, Cachoeiro de Itapemirim é o segundo pólo mais importante do estado, depois da conurbação de Vitória, a capital.
Cachoeiro possui uma das maiores jazidas de mármore do Brasil e é um centro internacional de rochas ornamentais, sendo o responsável pelo abastecimento de 80% do mercado brasileiro de mármore. A cidade é berço de grandes empresas, com destaque para a Viação Itapemirim e a Itabira, a maior Fábrica de Cimento do Grupo João Santos, segundo maior produtor de cimento do País.
Cachoeiro de Itapemirim é hoje, sobretudo, um centro de extrativismo e beneficiamento mineral (mármores, granitos e moagem de calcário). Na indústria sobressai a produção de cimento, calçados e laticínios, havendo também significativa pecuária e cafeicultura. Polo educacional do sul capixaba, o município conta com estabelecimentos de ensino superior.

### Desenvolvimento econômico
Até meados do século XIX, o povoamento deste território e suas imediações tiveram pouco desenvolvimento pois, ainda, iniciava-se a expansão cafeeira mineiro-fluminense na região. Na realidade o seu povoamento ocorreu nas primeiras décadas do século XVIII, pela incansável busca de ouro em Castelo, situadas no alto curso da Bacia do Rio Itapemirim em afluente o Rio Castelo. Entretanto, mesmo sendo o ouro a base da economia naquele momento, foi o café o grande responsável pelo crescimento desta região.
Com a expansão da Companhia de Jesus (a ordem que congregava os jesuítas), no tempo do Marquês de Pombal, o surgimento de povoamento foi de curta duração. Geograficamente, o acesso a região era difícil, caracterizada como região montanhosa, com seus vales em garganta, bastante inclinados, formando ladeiras e, ainda, coberta de florestas fechadas. O que contribuiu para que até o século XIX ficasse desconhecida e de posse dos nativos. O combate aos indígenas, se tornou cada vez mais intenso, dificultando o estabelecimento dos mineradores. Cachoeiro de Itapemirim era entreposto de comercialização dos produtos agrícolas, tornando-se centro urbano, com funções mais diversificadas com o advento da chegada do café. A exploração desse interior montanhoso veio das regiões do sul do Rio de Janeiro e oeste de Minas Gerais, por serem limites com o sul do Estado do Espírito Santo.
O processo de expansão agrícola, liderado pelo café, iniciou-se através dos desmatamentos das florestas para a formação dos cafezais, seguindo o curso do Rio Itapemirim, vindos do Rio e de Minas. O Estado do Espírito Santo é marcado historicamente por grandes correntes imigratórias. As primeiras que se destacam são as formadas por austríacos e alemães. Especificamente para o sul do Estado dirigiam-se os italianos, solidificando não o só o jeito de viver, mas em especial o estilo da produção cafeeira em bases familiares, uma vez que a Abolição da Escravatura ocorreu no final do século XIX, o regime passou a ser o de relação de parceria. O ramal de extensão da Estrada de Ferro Leopoldina implantado em 1912, servia para o escoamento da produção cafeeira. A ferrovia era ligada ao Estado de Minas Gerais e ao Município de Castelo e o porto Itapemirim era também utilizado para o escoamento. Com a decadência do café, a atividade primária que substituiu foi a pecuária, sobretudo a leiteira. A criação da Cooperativa de Laticínio (SELITA), antecedida pela fundação do Sindicato Rural dos Lavradores e Criadores, em 1934, foi de fundamental importância para que a pecuária se tornasse base de apoio para a economia do Sul do Espírito Santo.
Apesar da predominância da pecuária apareceu recentemente e nova cafeicultura com o plantio em curva de nível, utilizando técnicas mais avançadas com o apoio de órgãos federais. Cachoeiro de Itapemirim foi a décima cidade do país e a primeira do Estado a adquirir luz elétrica, com uma usina instalada na Ilha da Luz. Sua situação geográfica favoreceu também a implantação de indústrias devido à facilidade dos meios de transporte, além das condições naturais propícias. Inicialmente as primeiras indústrias eram estatais e com maquinários importados, onde algumas chegaram a funcionar e outras foram passadas para iniciativa privada. Os dados do censo demostraram que até 1960, o crescimento desse setor foi lento, porém gradual. Mas, de 1960 a 1970, o incremento foi bem maior no que diz respeito ao número de estabelecimentos que surgiram, número de pessoal ocupado e o valor das transformações industriais. A partir da década de 80 até os dias de hoje, o ramo de maior desenvoltura na economia municipal é de extração de minerais, classificando o município de: Capital do Mármore e Granito.
Hoje, o município de Cachoeiro de Itapemirim é o núcleo urbano mais importante do sul do Estado do Espírito Santo, estando situada na sua parte central a uma distância de 136 km de Vitória, beneficiado por boas rodovias permitindo a concentração e a distribuição de bens e serviços para municípios vizinhos. Cachoeiro de Itapemirim polariza econômica e politicamente um conjunto de 20 municípios, que formam a região macro sul, onde residem 15,7% da população capixaba, ocupando 17,7% do território estadual.[carece de fontes?]

### Ciclos da economia que fizeram a história do município
- Ouro
- Cana-de-açúcar
- Café
- Pecuária
- Indústria de mármore e granito

### Turismo
Há grandes atrativos turístico-geológicos como o Frade e a Freira, o Pico do Itabira, Pedra da Ema e o Pico da Pedra da Penha que é considerado o ponto mais alto do município de onde pode-se ver o Oceano Atlântico, possuindo uma trilha em meio a mata que é possível chegar ao seu cume, no qual, possui uma capela de Nossa Senhora da Penha e um cruzeiro, em suas proximidades existe a Cachoeira Alta.
No âmbito cultural, a Casa de Cultura Roberto Carlos, reconhecida como patrimônio histórico do município, atrai muitos turistas por ser o lugar onde nasceu e viveu por anos o cantor Roberto Carlos. A casa foi comprada pela prefeitura municipal e aberta a visitação no dia 13 de novembro de 2000, expondo fotos e demais curiosidades sobre o cantor.
Nesse mesmo âmbito, outro patrimônio histórico do município é a sua antiga Estação Ferroviária, hoje Museu Ferroviário Domingos Lage. Inaugurada em 1903 e pertencente à antiga Estrada de Ferro Leopoldina, foi o principal ponto de ligação de Cachoeiro com a capital Vitória, com o Rio de Janeiro e com as demais cidades do Sul do Espírito Santo e da Zona da Mata Mineira. A estação encerrou suas atividades na segunda metade de 1996, após a inauguração de uma variante que desviou o trajeto da linha férrea para fora do perímetro urbano. Com a entrega do prédio à Prefeitura municipal e após o seu tombamento, foi inaugurado o Museu Ferroviário Domingos Lage em 2007, que conta por meio de acervos fotográficos e materiais, toda a trajetória da ferrovia e a sua contribuição histórica no desenvolvimento da cidade. O local também cede espaço para atividades culturais.
Além disso, o município acolhe a única fábrica de pios de ave da América do Sul, a Fábrica de Pios Maurílio Coelho com mais de 100 anos de existência. Os pios são feitos em madeiras nobres proveniente de raízes de árvores extraídas no passado.

#### Outras fotos

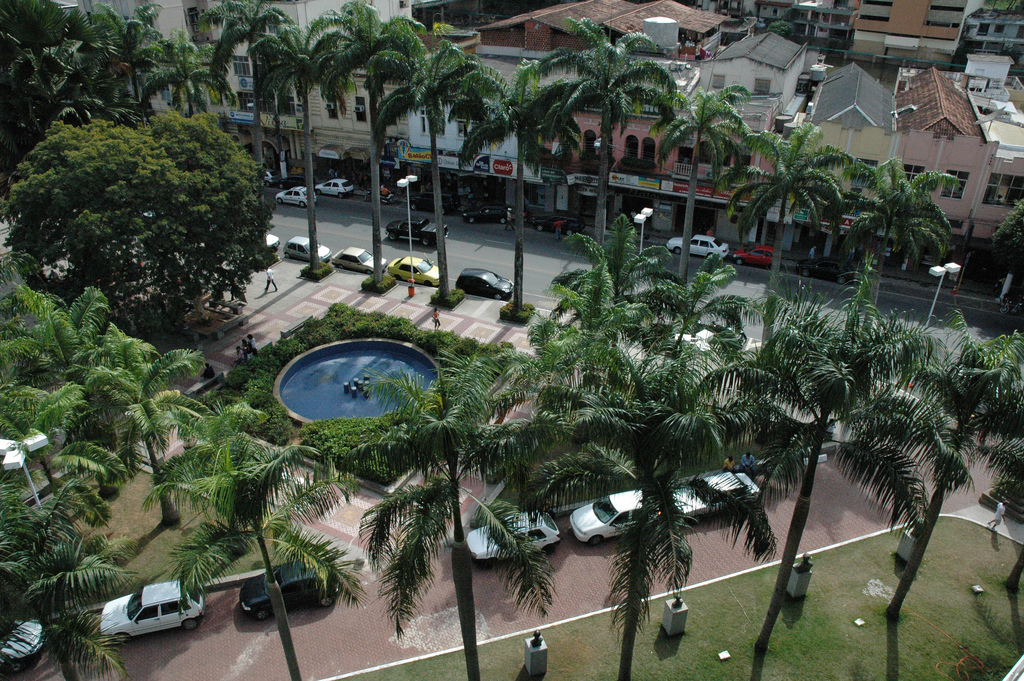
Praça Jerônimo Monteiro
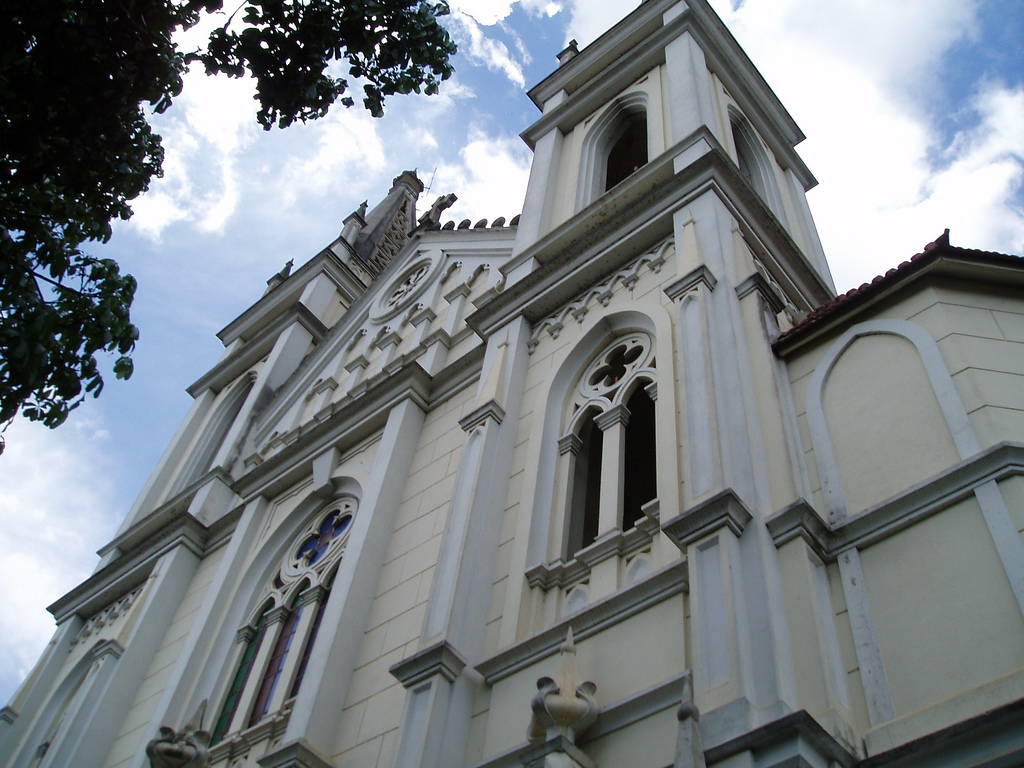
Vista da Catedral de São Pedro
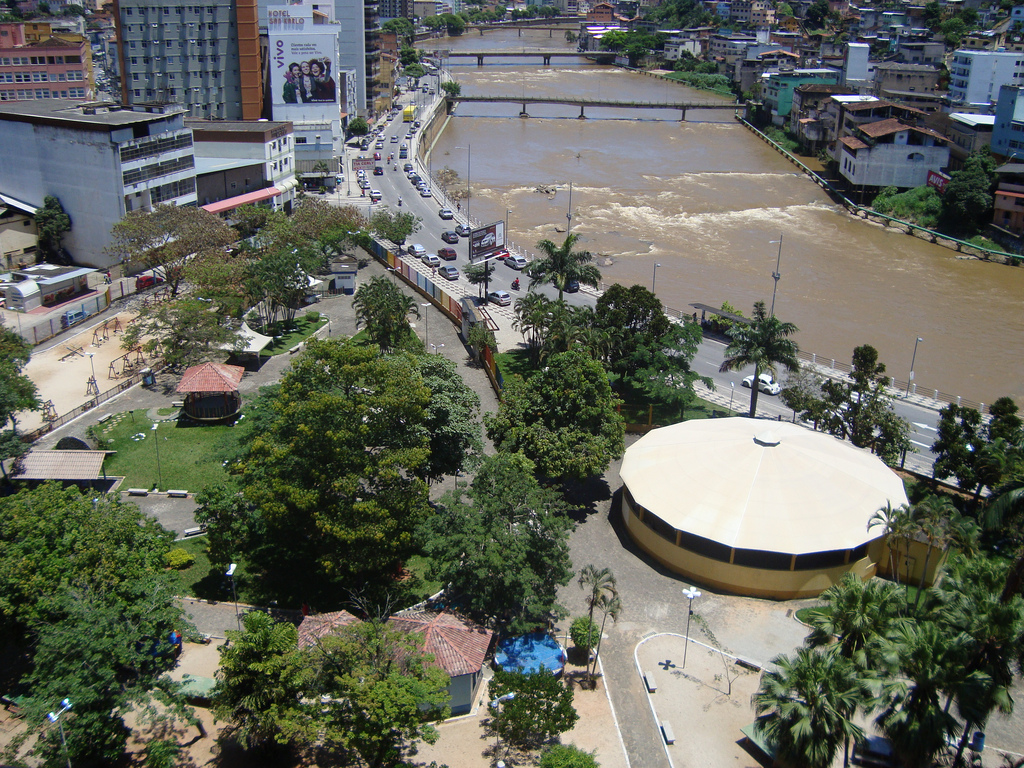
Praça de Fátima
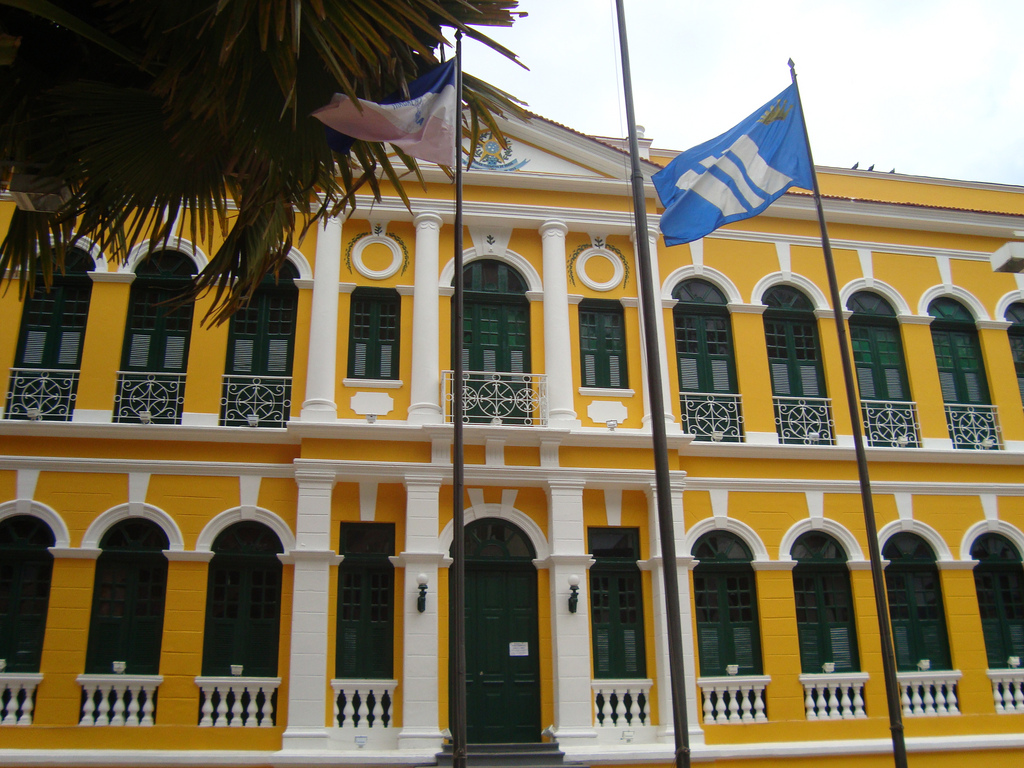
Edifício Bernardino Monteiro
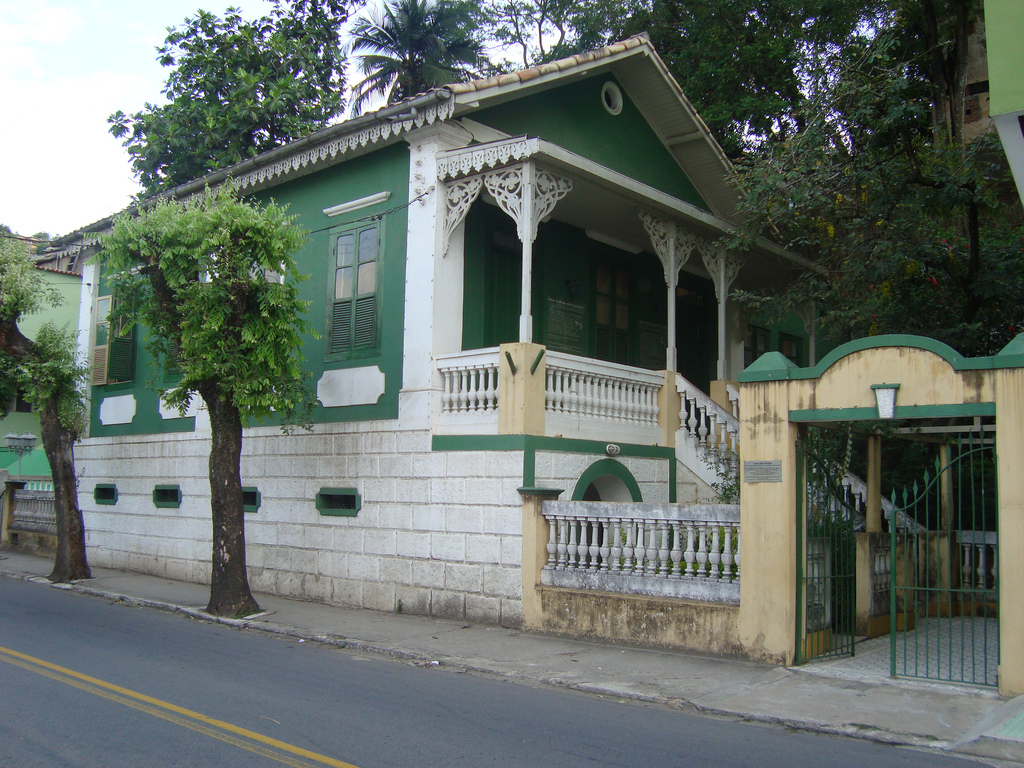
Casa dos Braga
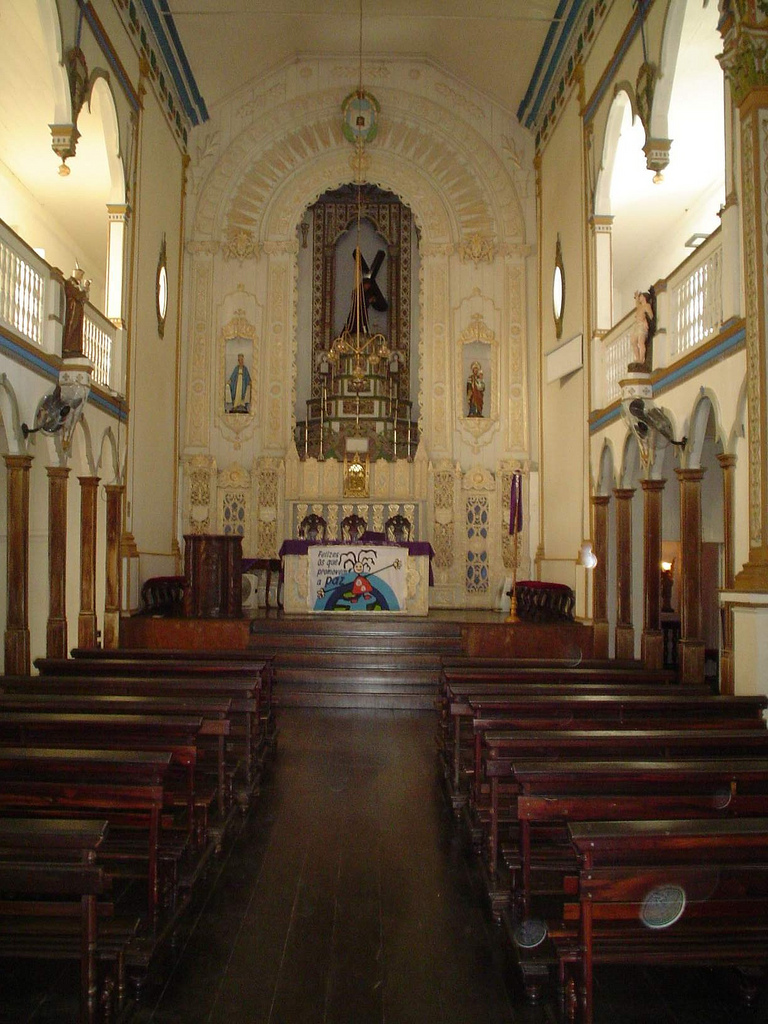
Interior da Igreja Matriz Nosso Senhor dos Passos
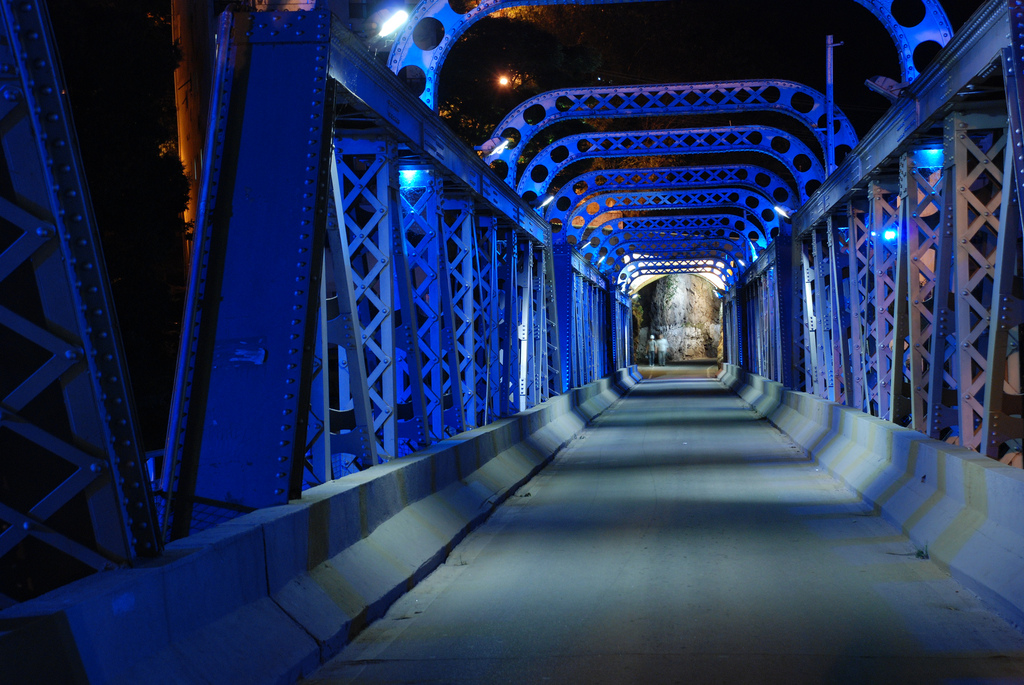
Vista noturna da Ponte de Ferro Demisthóclides Baptista
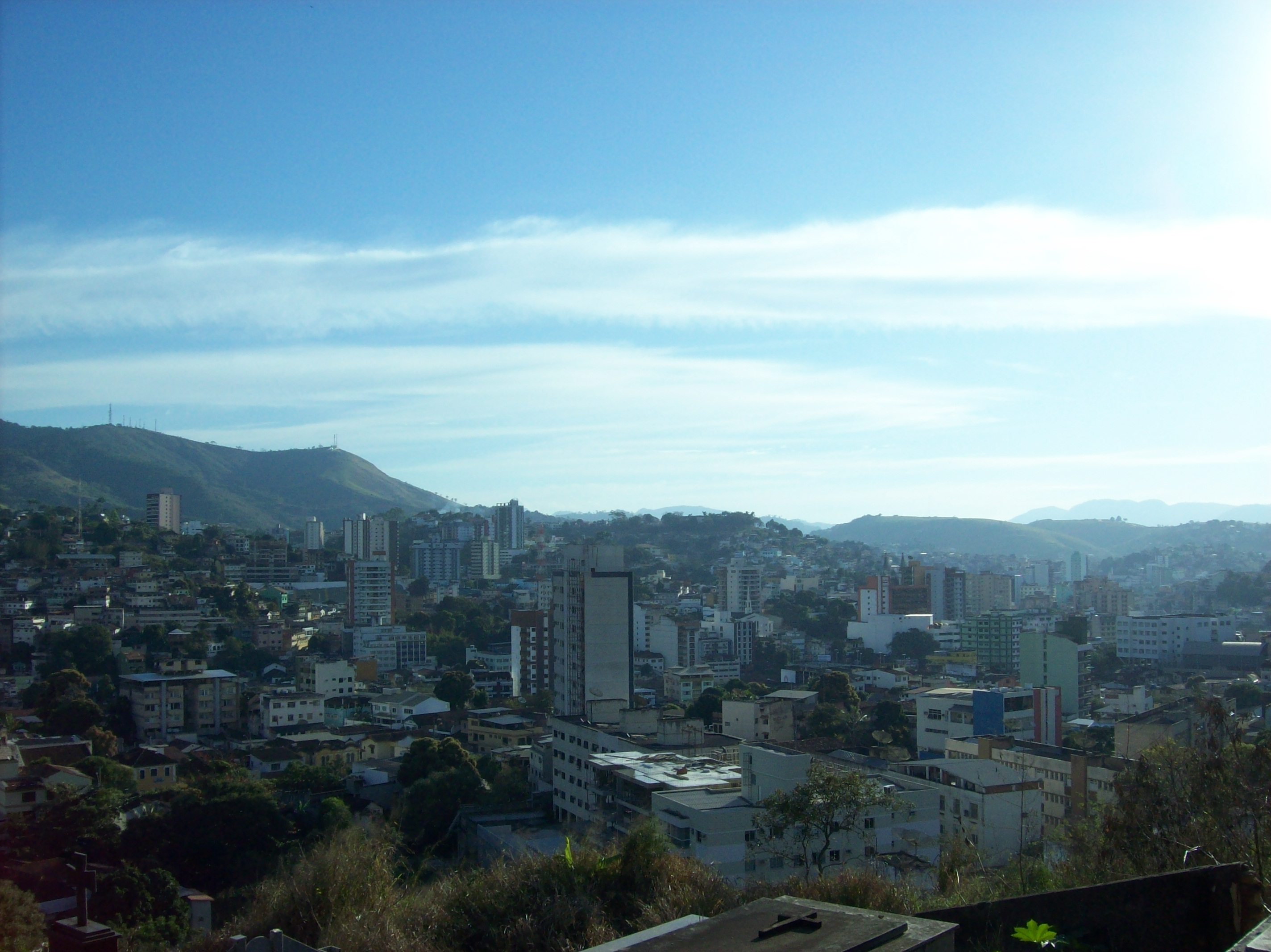
Vista parcial da cidade
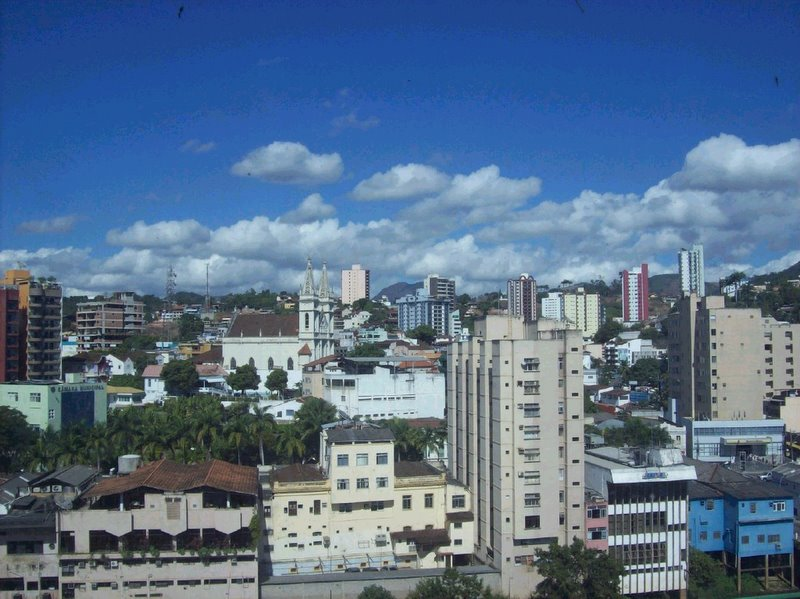
Vista do Centro de Cachoeiro de Itapemirim
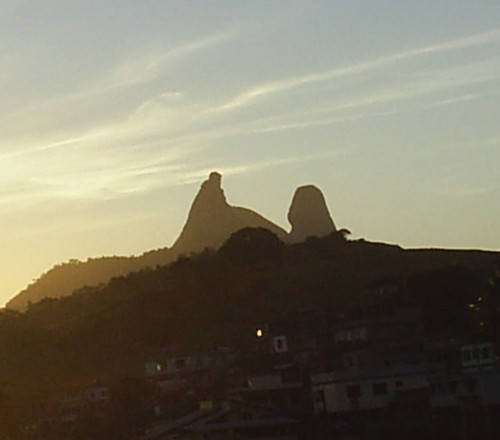
Formação rochosa "Frade e a Freira"
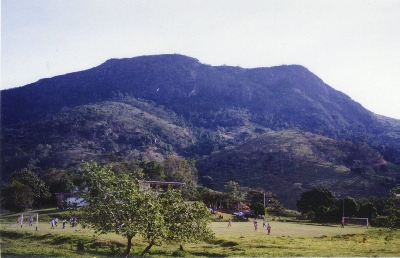
Serra do Bairro Tijuca
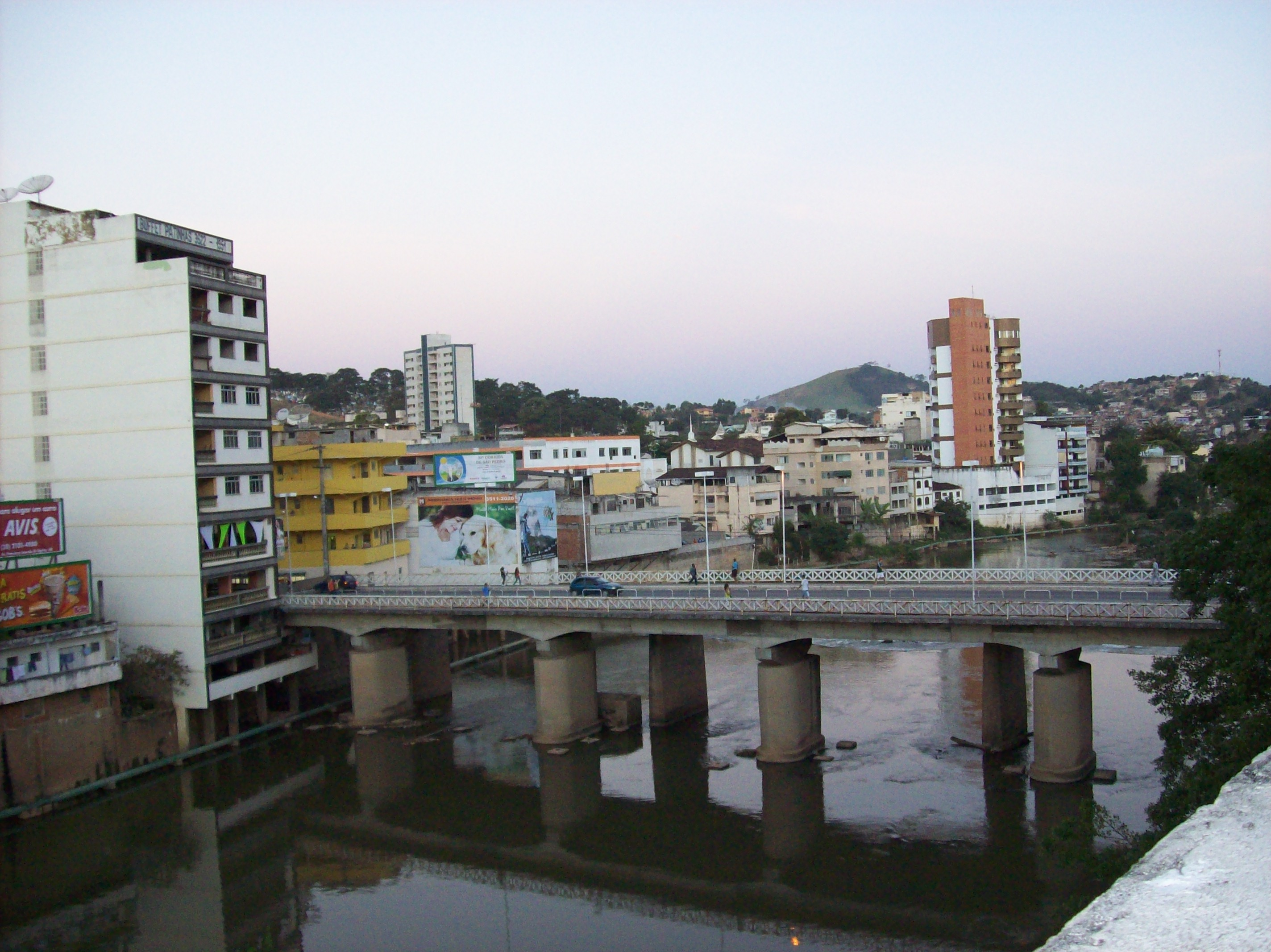
Uma ponte sobre o Rio Itapemirim
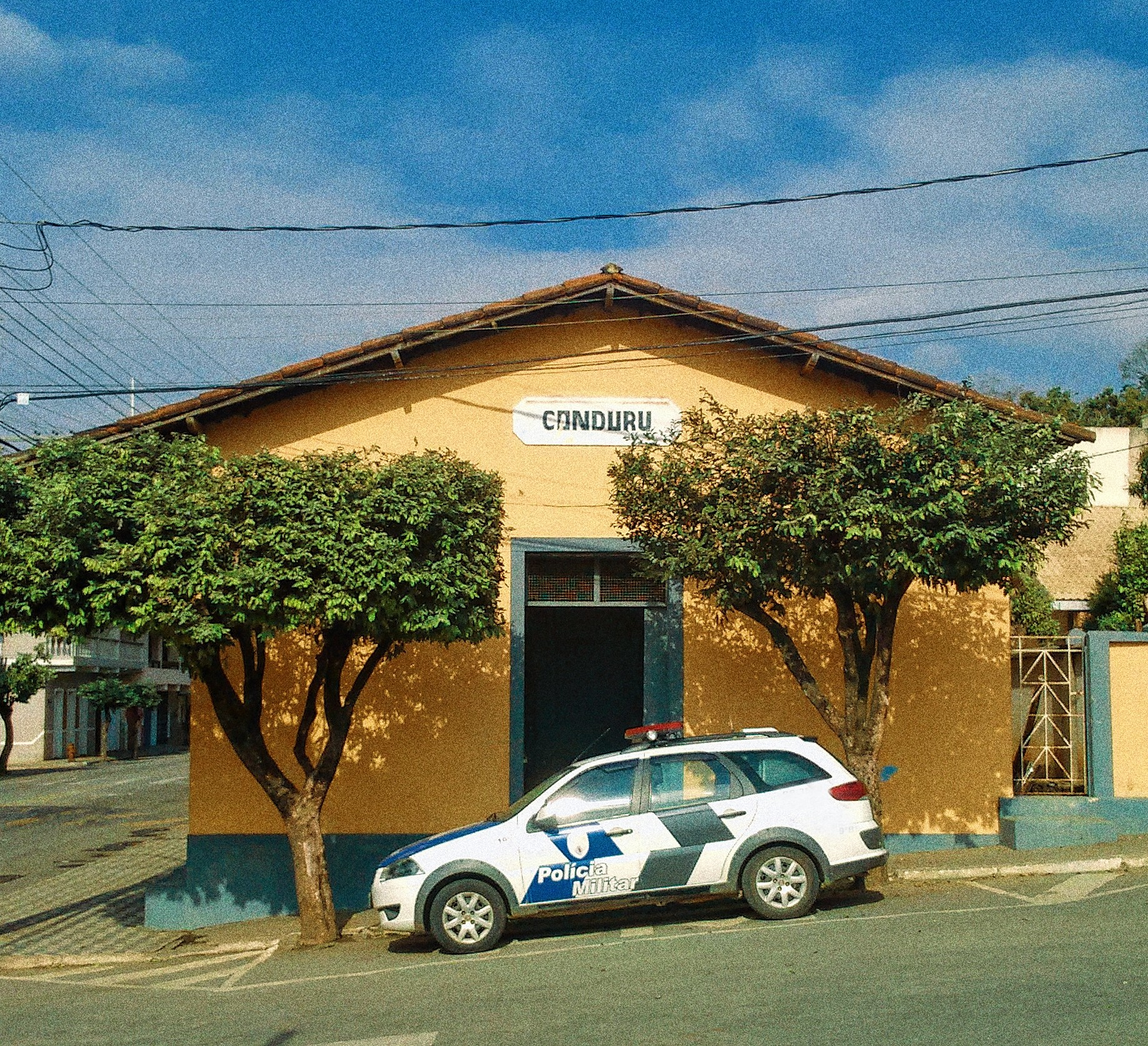
Antiga estação Ferroviária do distrito de Conduru
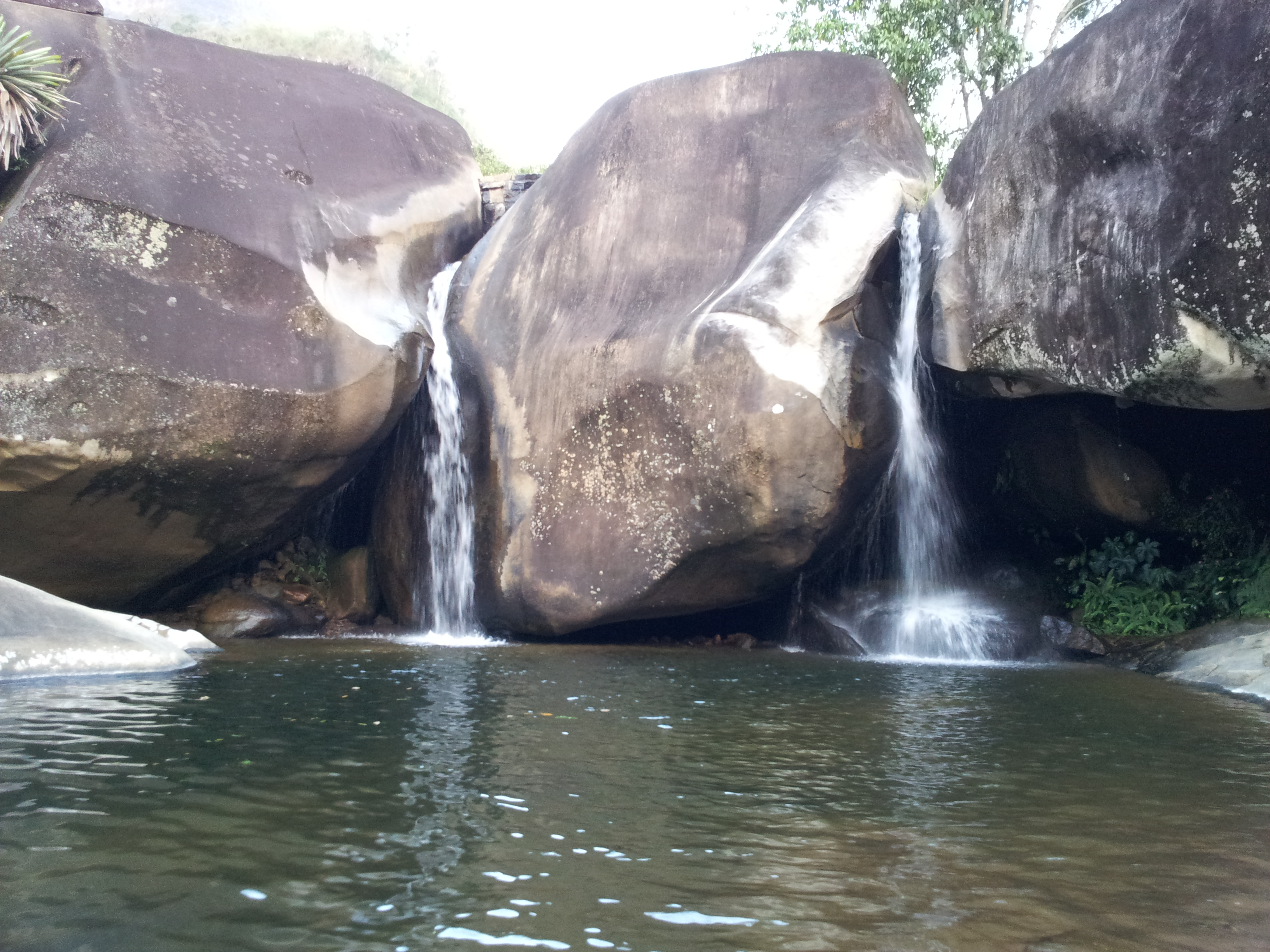
Cachoeira Bom Jardim no distrito de São Vicente

## Cultura
No município, promovem anualmente muitos eventos com artistas locais e nacionais. Muitos eventos são promovidos por empresas particulares e também pela própria prefeitura.
Todos os anos acontece também, a Feira do Mármore e Granito no parque de Exposições Carlos Caiado Barbosa, que atrai espectadores de diversos países. No ramo mineral, o mármore e o granito influenciam diretamente a cultura e economia local e nacional.
Apesar de ser condicionado por acesso restrito, o evento organizado por empreendedores privados e, pela prefeitura municipal, a Feira do Mármore e Granito atrai muitos olhares, principalmente por parte juventude empreendedora.

### Teatro

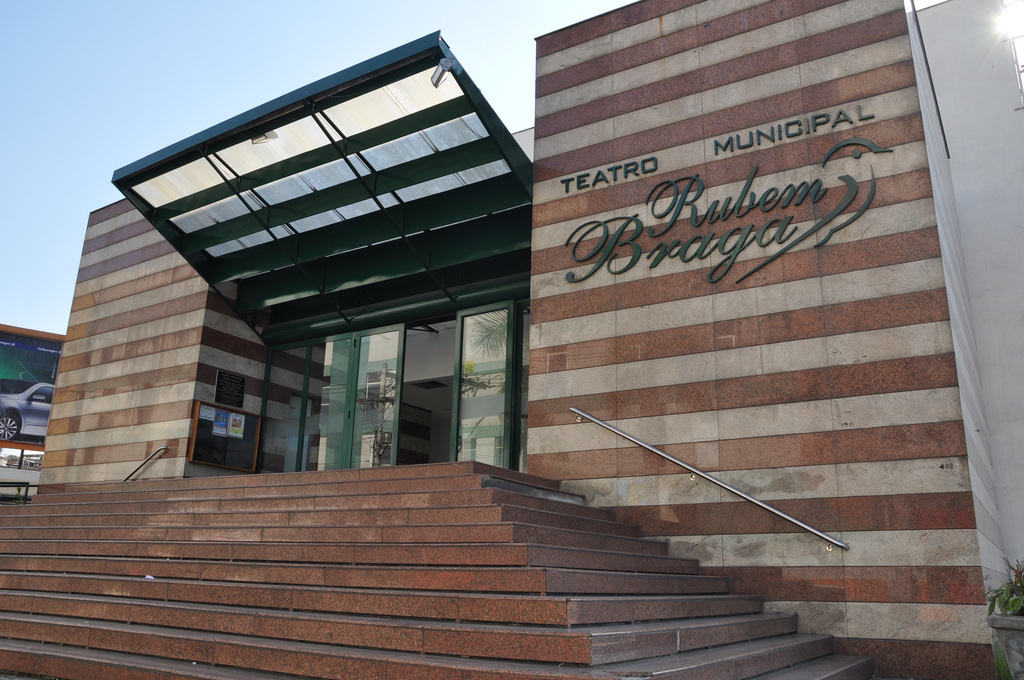
Fachada do Teatro Municipal Rubem Braga.

A cidade de Cachoeiro de Itapemirim já contou com vários outros espaços para a cultura, porém o atual é o Teatro Municipal Rubem Braga. Já passaram vários atores e cantores nacionalmente reconhecidos.

### Música
A música em Cachoeiro de Itapemirim é muito importante para a cidade pois revelou um dos maiores cantores do Brasil, o "Rei" Roberto Carlos, além de outros ídolos e bandas como Sérgio Sampaio, Anderson Freire e Adil de Paula, conhecido como Zuzuca do Salgueiro, este último nascido em 14 de agosto de 1936, saiu de Cachoeiro aos 15 anos, indo para o Rio de Janeiro onde se consagrou com a autoria de “Festa para um rei negro” que se popularizou como “Pega no ganzê, pega no ganzá” que acabou se tornando o hino oficial de torcidas de futebol em 25 países.

## Transporte
O município dispõe de um sistema integrado de transporte urbano operado pelo Consórcio de Mobilidade Urbana Novo Trans, que conta com as empresas de ônibus Flecha Branca, Santa Luzia, Real e Costa Sul como titulares. Todos os ônibus seguem o mesmo padrão de pintura, exibindo o nome e brasão do município, sendo que os veículos urbanos e distritais são distintos pelas cores azul e verde, respectivamente. Atualmente, o consórcio atende a todos os distritos do município por meio das empresas correspondentes e suas áreas de atuação:
Viação Flecha Branca: Distrito Sede, distrito da Gruta, comunidades de Estação Cobiça (distrito de Soturno), Monte Líbano (distritos de Gironda e Itaoca) e Olho d'água (distrito de Coutinho);
Viação Santa Luzia: Distritos de Itaoca e São Vicente e comunidade de São Miguel (distrito de Conduru);
Viação Real: Distritos de Burarama, Conduru e Pacotuba. (As comunidades de Alegria São José, Jaboticabeira, Boa Conserva e Campos Eliseos são atendidas apenas pelo itinerário Burarama x Conduru sem destino a cidade de Cachoeiro);
Viação Costa Sul: Distritos de Córrego dos Monos, Gironda e Vargem Grande de Soturno. 
Observações: Embora não haja uma linha específica direcionada à sede de Coutinho, as linhas operadas pela viação Real e Santa Luzia atendem ao distrito. Em 2019, foi implementada uma linha exclusiva para o distrito de Conduru, uma vez que este era o único distrito não contemplado pelo transporte municipal com destino à sede até aquele momento. 
LINHAS CONVENCIONAIS (FLECHA BRANCA):
- LINHA 010/012 - SÃO GERALDO X CENTRO - RODOVIÁRIA/AMARELO
- LINHA 011/015/016 - ALTO UNIÃO X CENTRO - VIA BAIMINAS / RODOVIÁRIA / AMARELO
- LINHA 013/017 - MONTE BELO X CENTRO - VIA BAIMINAS / RODOVIÁRIA
- LINHA 019 - SHANGRILA X CENTRO - HOSPITAL UNIMED NOVO - VIA AMARELO
- LINHA 019/1 - NOVA SAFRA X CENTRO VIA AMARELO
- LINHA 020 - ALTO BELA VISTA X CENTRO VIA COSTA E SILVA
- LINHA 021 - CORONEL BORGES X CENTRO - ITABIRA
- LINHA 022 - SÃO LUIZ GONZAGA X CENTRO
- LINHA 030 - NOSSA SENHORA DA PENHA X CENTRO
- LINHA 032- ALTO INDEPENDÊNCIA X CENTRO - VIA TEIXEIRA LEITA / VILA RICA
- LINHA 040 - CONJUNTO FÉ E RAÇA X CENTRO - VIA NOVO PARQUE
- LINHA 041/ 044 - VILLAGE DA LUZ X CENTRO - VIA ALTO NOVO PARQUE
- LINHA 042 - RUBEM BRAGA X CENTRO VIA NOVO PARQUE
- LINHA 042.1 - VILLAGE DA LUZ X SHANGRILÁ / TIJUCA VIA ILHA DA LUZ / RUBEM BRAGA (DIRETO)
- LINHA 045 - CIRCULAR CORINTO BARBOSA - ALTO NOVO PARQUE
- LINHA 050 - ALTO ZUMBI (EUCALIPTO) X CENTRO - VIA NOVA BRASÍLIA
- LINHA 051 - PARQUE LARANJEIRAS X CENTRO
- LINHA 052 - ALTO ZUMBI X CENTRO VIA PEDREIRA
- LINHA 053 - ALTO EUCALIPTO X CENTRO
- LINHA 054 - SÃO FRANCISCO DE ASSIS X ABELARDO MACHADO - VIA PRAÇA DA BANDEIRA
- LINHA 060 - VALÃO X PARAÍSO VIA AMARELO
- LINHA 060/404/405 - PARAISO X VALÃO / MONTE LÍBANO / SÃO JOAQUIM - VIA AMARELO / RODOVIÁRIA
- LINHA 063/065 - OTÍLIO RONCETTI X CENTRO - VIA VALÃO / AV. JONES DOS SANTOS NEVES KM 90
- LINHA 070 - GILSON CARONE X CENTRO - VIA CORAMARA / VALÃO
- LINHA 071.1 - AEROPORTO (CAMPO DE AVIAÇÃO) X CENTRO
- LINHA 071/077 - RUI PINTO BANDEIRA X CENTRO - VIA RODOVIÁRIA / PERIM CENTER
- LINHA 072 - CONJ. RES. BNH X CENTRO - PERIM CENTER / SEST SENAT
- LINHA 072.1 - SEST SENAT X CENTRO - VIA BNH
- LINHA 075 - GILSON CARONE X CENTRO - VIA OTÍLIO RONCENTTE / BNH / KM 90
- LINHA 080 - CONJ. RES. IBC X CENTRO - VIA JARDIM ITAPEMIRIM
- LINHA 081 - CAIÇARA/AGOSTINHO SIMONATO X CENTRO X ALTO AMARELO
- LINHA 082 - ALTO MONTE CRISTO X CENTRO VIA JARDIM ITAPEMIRIM
- LINHA 084 - SÃO LUCAS X CENTRO - VIA PERIM CENTER
- LINHA 085 - BOA ESPERANÇA X CENTRO
- LINHA 087 - RESIDENCIAL ESPERANÇA X CENTRO - VIA PERIM CENTER
- LINHA 090 - IPA / RECANTO X CENTRO
- LINHA 202 - CIRCULAR SANTA CECILIA VIA ALTO NOVO PARQUE/VILA RICA/RODOVIÁRIA
- LINHA 203 - AEROPORTO/ILHA DA LUZ X POSTO DANTAS - TIMBÓ VIA CORONEL BORGES
- LINHA 203.1 - CACHOEIRINHA VIA POSTO DANTAS/TIMBÓ X CENTRO X AEROPORTO
- LINHA 204 - ILHA DA LUZ X TIJUCA - VIA AMARELO
- LINHA 205 - CIRCULAR COBIÇA VIA SÃO BENTO X CENTRO/ALTO NOVO PARQUE/ILHA DA LUZ/ VILA RICA
- LINHA 207 - ILHA DA LUZ X GRUTA VIA CORONEL BORGES
- LINHA 401 - NOSSA SENHORA APARECIDA X ALTO VILA RICA - VIA SANTA HELENA
- LINHA 404 - PARAÍSO X MONTE LÍBANO VIA RODOVIÁRIA
- LINHA 405 - SÃO JOAQUIM X PARAÍSO
- LINHA 405.1 - SÃO JOAQUIM (OLHO D'ÁGUA) VIA CTRCI X PARAÍSO VIA RODOVIÁRIA
- LINHA 811 - HOSPITAL UNIMED (NOVO) X CENTRO - RUI PINTO BANDEIRA - SHANGRILA
- LINHA 813 - GROTA FRIA X CENTRO - VIA AMARELO

LINHAS DISTRITAIS (COSTA SUL, SANTA LUZIA E REAL):
- LINHA 110 - BURARAMA X RODOVIÁRIA - VIA PACOTUBA
- LINHA 111 - BURARAMA X CONDURU - VIA JABOTICABEIRA
- LINHA 112 - MONTE ALEGRE X RODOVIÁRIA - VIA PEDRA LISA
- LINHA 113 - CONDURU X RODOVIÁRIA - VIA COUTINHO

- LINHA 114 - PACOTUBA X RODOVIÁRIA DE CACHOEIRO
- LINHA 120 - GIRONDA X RODOVIÁRIA - VIA SOTURNO
- LINHA 121 - SOTURNO X RODOVIÁRIA (COM ITINERÁRIOS VIA PANTANAL E CANTO FELIZ)
- LINHA 130 - CÓRREGO DOS MONOS (BEBEDOURO) X RODOVIÁRIA
- LINHA 130/1 - MOITÃO X RODOVIÁRIA - VIA CÓRREGO DOS MONOS
- LINHA 150 - ITAOCA X RODOVIÁRIA (COM ITINERÁRIOS VIA ALTO MOLEDO E CÓRREGO VERMELHO)
- LINHA 160 - SÃO VICENTE X RODOVIÁRIA  - (VIA CACHOEIRA ALTA E MONTE VERDE, VIA ITAOCA AOS DOMINGOS E FERIADOS) [32]

A rodoviária da cidade possui diversas linhas intermunicipais e interestaduais atendidas pelas seguintes empresas:
- Viação Sudeste: Marataízes, Piúma, Anchieta, Itapemirim, Iconha, Rio Novo do Sul;
- Viação Planeta: Anchieta, Guarapari, Vitória e Aeroporto de Vitória;
- Viação Águia Branca: Guarapari, Vitória, Serra, Linhares, São Mateus, Teixeira de Freitas (BA), Itamaraju (BA), Eunápolis (BA), Itabuna (BA) e Ilhéus (BA);
- Viação Gontijo: Manhuaçu (MG), João Monlevade (MG), Belo Horizonte (MG);
- Viação Itapemirim: Campos dos Goytacazes (RJ), Macaé (RJ), Rio de Janeiro (RJ), São Paulo (SP);
- Viação União: Aparecida (SP), Barra Mansa (RJ), Campos dos Goytacazes (RJ), Macaé (RJ), Resende (RJ), Rio de Janeiro (RJ), São José dos Campos (SP), São Paulo (SP);
- Viação Real: Alegre, Apiacá, Bom Jesus, Castelo, Conceição do Castelo, Guaçuí, Jerônimo Monteiro, Muqui, Mimoso do Sul, Muniz Freire, Presidente Kennedy, São José do Calçado, Venda Nova do Imigrante e Vitória;
- Viação Costa Sul: Presidente Kennedy e Atílio Vivacqua.
- Viação Riodoce: Barbacena (MG), Bom Jesus do Itabapoana (RJ), Campos dos Goytacazes (distrito de Santo Eduardo), Cataguases (MG), Itaperuna (RJ), Juiz de Fora (MG), Leopoldina (MG), Muriaé (MG);
- Viação Alvorada: Alfredo Chaves.

O Aeroporto de Cachoeiro de Itapemirim, denominado como Aeroporto Raimundo de Andrade, disponibiliza voos pequenos.
O município possuí acesso pelas rodovias BR-101, ES-482, ES-393, ES-489, ES-482 e ES-166.
Cachoeiro de Itapemirim também é acessada pela Linha do Litoral da antiga Estrada de Ferro Leopoldina, que liga a cidade a Niterói, ao Rio de Janeiro e à capital do estado, Vitória. O transporte ferroviário de passageiros na cidade foi desativado em meados da década de 1980, após a circulação dos últimos trens regulares e turísticos destinados à capital capixaba, embora já não houvesse mais o funcionamento da ligação de longa distância de passageiros entre Cachoeiro e a capital fluminense desde 1980, com a ferrovia ficando restrita ao transporte de cargas a partir de então.
Na década de 1990, os trilhos da linha foram retirados do Centro da cidade, após a inauguração de uma variante fora do perímetro urbano. Em seguida, com a privatização da SR-3 da Rede Ferroviária Federal (RFFSA), a linha é concedida a Ferrovia Centro-Atlântica (FCA) para o transporte de cargas, juntamente a um curto trecho restante do Ramal Sul do Espírito Santo, também da antiga Leopoldina, entre o bairro de Morro Grande e o distrito de Coutinho.

## Esportes
A cidade tem dois clubes de futebol: o Cachoeiro FC, que manda seus jogos no Estádio Moreira Rebello, e o Estrela do Norte FC, que manda seus jogos no Estádio do Sumaré.
Cachoeiro é terra natal do jogador de futebol Maxwell Andrade, que já jogou no Cruzeiro, Ajax, Inter de Milão, Barcelona e Paris Saint-Germain e foi convocado para a Copa do Mundo FIFA de 2014; e também do lateral Ramon, que já jogou no Internacional, Corinthians, Vasco e Flamengo e hoje é comentarista esportivo do canal SporTV.
Também nasceram na cidade Larissa França, atleta de voleibol de praia, e Carolline Dias Minto, atleta de handebol, além da jovem promessa do basquetebol brasileiro Didi Louzada, escolhido na 35ª posição no Draft da NBA de 2019, atualmente joga pelo Basquetebol do Clube de Regatas do Flamengo do NBB.

### Futebol
- Estrela do Norte Futebol Clube
- Cachoeiro Futebol Clube

## Cidadãos ilustres
- Raul Sampaio Cantor e compositor, autor do Hino da Cidade, "Meu Pequeno Cachoeiro".
- Rubem Braga - Escritor
- Newton Braga - Escritor
- Roberto Carlos - Cantor
- Carlos Imperial - Escritor e Apresentador de TV
- Ernane Galvêas - Economista e ex-Ministro da Fazenda e ex-Presidente do Banco Central do Brasil
- Sérgio Sampaio - Cantor
- Luz del Fuego - Dançarina e Atriz
- Jair Bala - Jogador de Futebol
- Anderson Freire - Cantor
- Luís Capucho - Escritor
- Maxwell Scherrer Cabelino Andrade - Jogador de Futebol
- Didi Louzada - Jogador de Basquete
- Larissa França - Jogadora de Voleibol
- João Baptista Herkenhoff - Jurista pioneiro da implementação de penas alternativas